# Peugeot RCZ
Vous lisez un « bon article » labellisé en 2023.
La Peugeot RCZ est un coupé sportif commercialisé par le constructeur automobile français Peugeot. Produit de 2009 à 2015, elle reçoit, en 2013, un restylage de sa face avant.
En septembre 2007, lors du salon de l'automobile de Francfort, Peugeot présente au grand public la 308, ainsi que la 308 RC Z, un concept car dérivé de cette berline compacte. En mars 2008, la marque annonce la commercialisation de ce coupé, renommé RCZ. Celui-ci est alors l'unique Peugeot à ne pas utiliser la numérotation avec des chiffres. Voiture de sport moderne à carrosserie coupé 2 portes en 2+2 places, elle n'est précédée d'aucun modèle de la marque et est donc une nouveauté. La vitre arrière à double bossage ainsi que les deux arches en alliage d'aluminium massif, les principaux détails distinctifs de la voiture, étant difficiles à fabriquer en grande quantité, la fabrication a lieu exceptionnellement en Autriche, à Graz, par l'entreprise Magna Steyr. 
Durant les six années de fabrication de la RCZ, plusieurs versions spécifiques voient le jour, comme un modèle hybride, un concept car découvrable ou des modèles de compétition. Une version plus puissante est mise au point en 2012 avec une mécanique revue pour atteindre les 270 ch ; quelques séries limitées sont commercialisées.
La fin de la production a lieu en septembre 2015 après 67 900 exemplaires sortis des chaînes ; aucun modèle ne lui succède.

## Historique

### Présentation et lancement

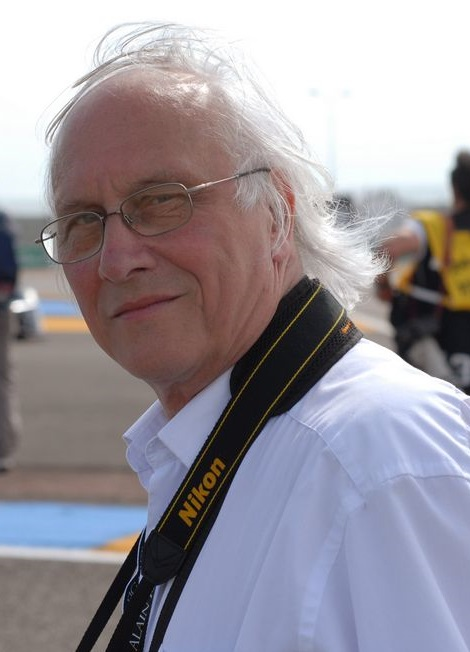
Gérard Welter en 2012.

Peugeot lance la 308 en septembre 2007 tout en annonçant l'arrivée d'un concept car dénommé 308 RC Z et dérivé de cette berline compacte. Tous deux sont présentés au salon de l'automobile de Francfort. Ce concept car est dessiné par les designers Boris Reinmöller,, Jérôme Gallix et Gérard Welter. La 308 RC Z est la dernière voiture dessinée par Welter avant sa mort en janvier 2018. En 2016, il déclare dans une interview au magazine Auto Moto : « [...] La marque offre, en ce moment, une certaine diversité esthétique. Si je ne suis pas particulièrement attiré par les SUV, je reconnais que le 3008 est intéressant. Le secret d'un bon design, ce sont les proportions et celles des Peugeot actuelles sont réussies. Mais je regrette que le coupé RCZ, la dernière Peugeot dont j'ai chapeauté le style, ne soit pas renouvelé. »
La dénomination 308 RC Z fait référence à la Peugeot 308, dont le coupé est issu puisqu'il dispose de la même plate-forme. Les lettres RC rappellent les précédents modèles nerveux de la gamme (206 RC et 207 RC) et le Z est un hommage au carrossier Zagato dont les carrosseries à double bossage du toit, étaient une des signatures. Le code interne du concept car puis du modèle de série est T75.
En mars 2008, au salon de Genève où le modèle est à nouveau présenté, Peugeot annonce sa commercialisation à la suite de l'engouement du public et de la presse. Jean-Philippe Collin, directeur général des automobiles Peugeot, l'annonce aussi au salon de Lisbonne l'année suivante, dans le cadre du CAP 2010 (plan du groupe PSA afin de lancer une réorganisation profonde de leurs gammes de véhicule pour 2010). La version de série, renommée simplement RCZ, est dévoilée au salon de Francfort en septembre 2009. Le nombre 308 est supprimé pour éviter la confusion avec la version berline ; elle est l'unique modèle de la marque à ne pas être dénommé avec des chiffres, hormis les utilitaires. Cette version est quasiment identique au concept car. La RCZ Limited Edition, version de pré-série fabriquée à seulement 200 exemplaires, est également présentée au salon ; toutes les voitures de cette série limitée sont précommandées en deux jours de salon.
Les commandes sont ouvertes le 16 novembre 2009 pour les modèles de série et la production démarre fin 2009. Les premiers clients sont livrés le 22 avril 2010 et la commercialisation en concession est lancé au printemps,.
La RCZ ne précède aucun véhicule ; elle est la première voiture de sport moderne à carrosserie coupé 2 portes en 2+2 places chez Peugeot. Le concept car 308 RC Z et les versions de série sont fabriqués par l'entreprise autrichienne Magna Steyr dans la ville de Graz.
La principale concurrente de la RCZ est l'allemande Audi TT 8J. Certains modèles japonais tels que la Nissan 370Z, la Toyota GT86 et la Subaru BRZ sont similaires en matière de gabarit, de puissance et de segment, cependant ils ne disposent que de deux places,.

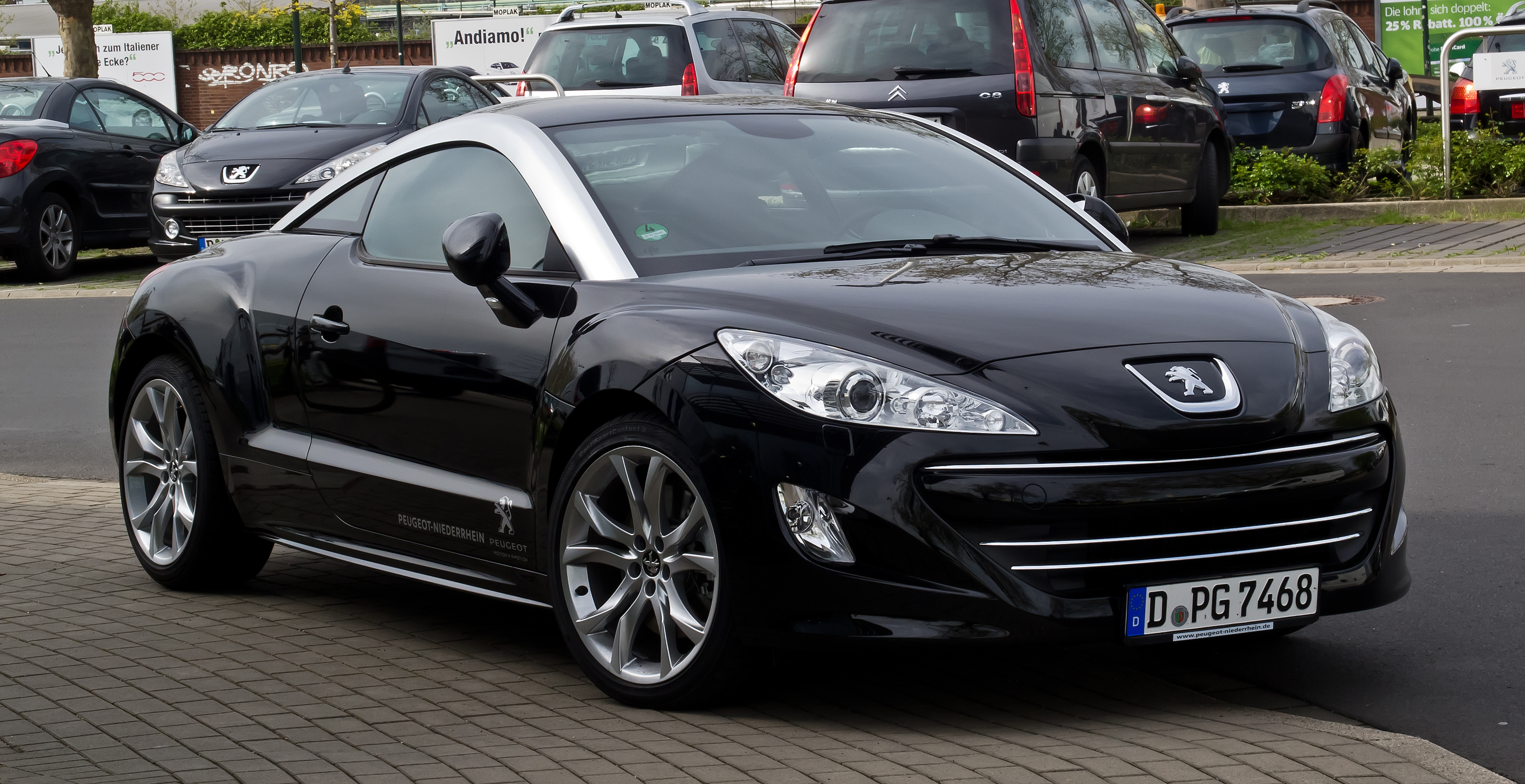
Vue avant de la RCZ phase I.
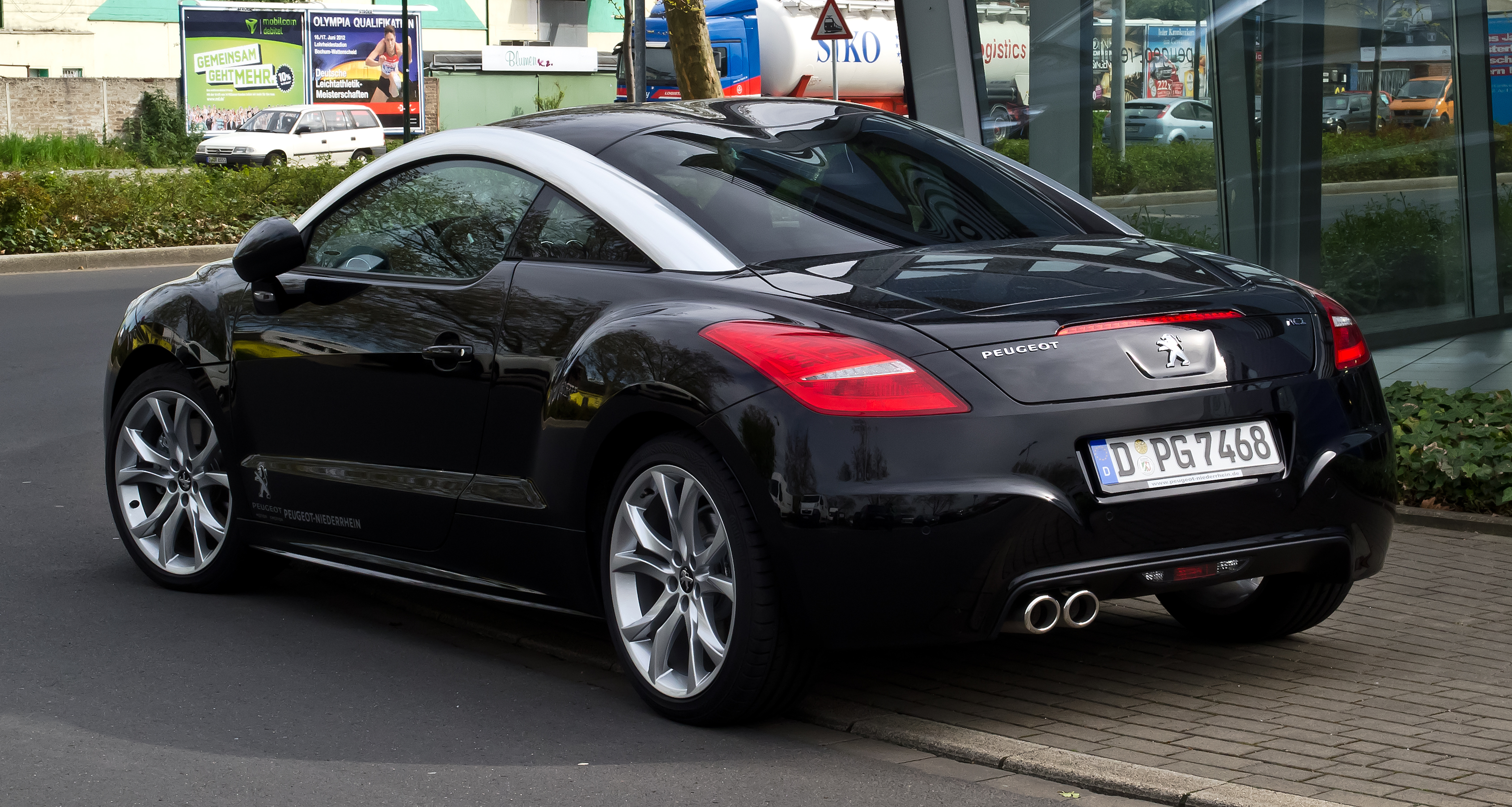
Vue arrière de la RCZ phase I.

### Restylage et lancement de la phase 2
À l'occasion du mondial de l'automobile de Paris en septembre 2012, la Peugeot RCZ est restylée. Les optiques avant et arrière, la calandre, les feux de jour à LED et la grille d'aération sont modifiés. Deux nouvelles peintures, Brun Guaranja et Rouge Erythrée, sont proposées, de même que trois couleurs pour les arches (gris chromé, cuivre et noir laqué ou mat), trois styles d'autocollants, dix types de jantes alliage dont deux nouvelles. Des barrettes de calandre noir laqué et un pack Black sont désormais au catalogue. Dans l'habitacle, la finition, plus soignée, offre une meilleure qualité visuelle avec une sellerie cuir, des inserts en cuir sur les panneaux de portes, des inserts en aluminium sur la jonction entre la planche de bord et la console centrale et une platine de levier de vitesse noir laqué. Les acheteurs ont un large choix de personnalisation. Au niveau motorisation, elle conserve les moteurs essence de la génération de 2010 tandis que le moteur Diesel 2.0 HDI développant 163 chevaux est modifié et passe de 320 à 340 N m de couple. Elle est présentée auprès de la nouvelle version sportive, la RCZ R Concept, du prototype 2008 et du concept car Onyx,.
Après la présentation de la RCZ R Concept en septembre 2012, la version de série est dévoilée officiellement lors du Festival de vitesse de Goodwood en juillet 2013. Une nouvelle exposition a lieu au Salon de l'automobile de Francfort en septembre 2013 et la commercialisation débute au début de l'année 2014,.

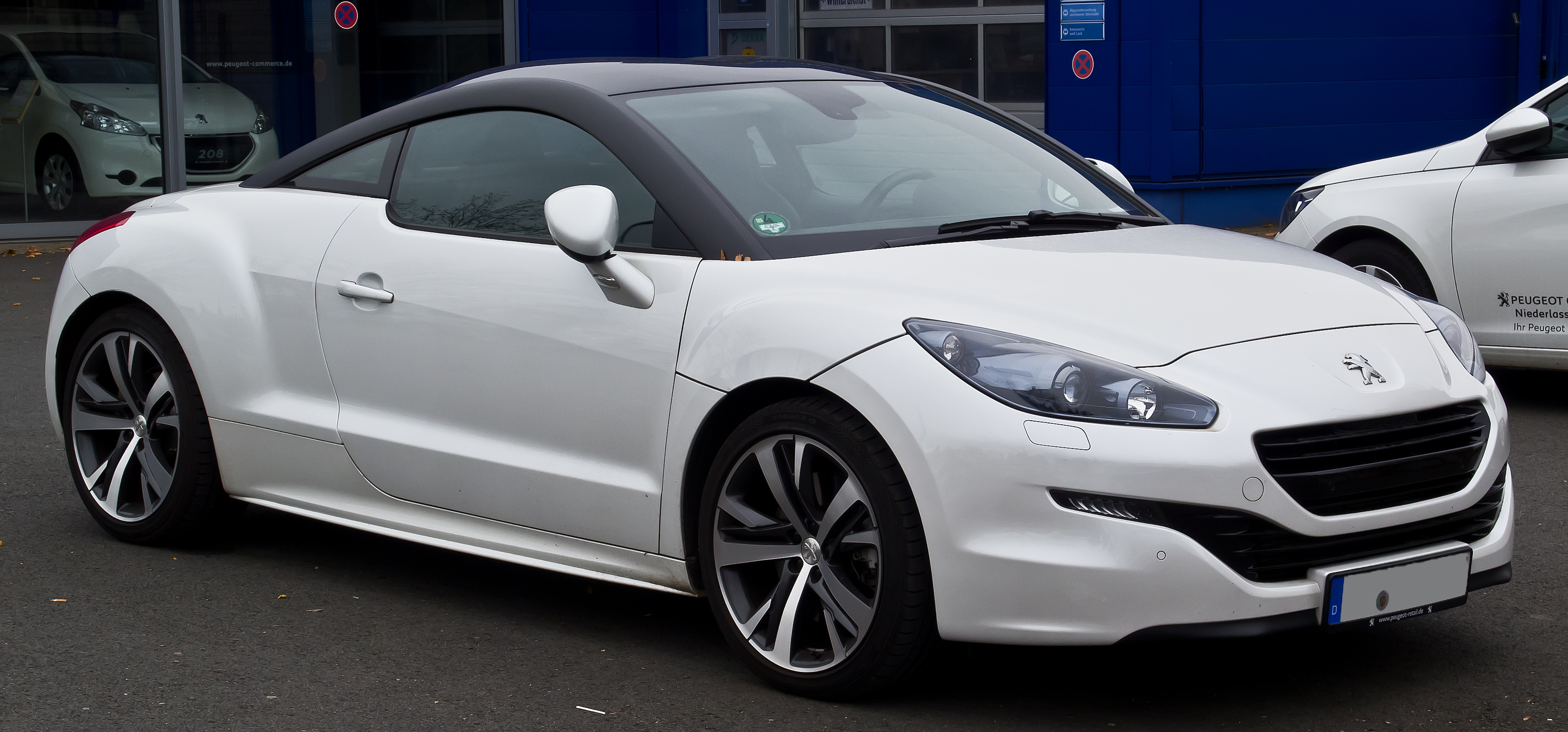
Vue avant de la RCZ phase 2.
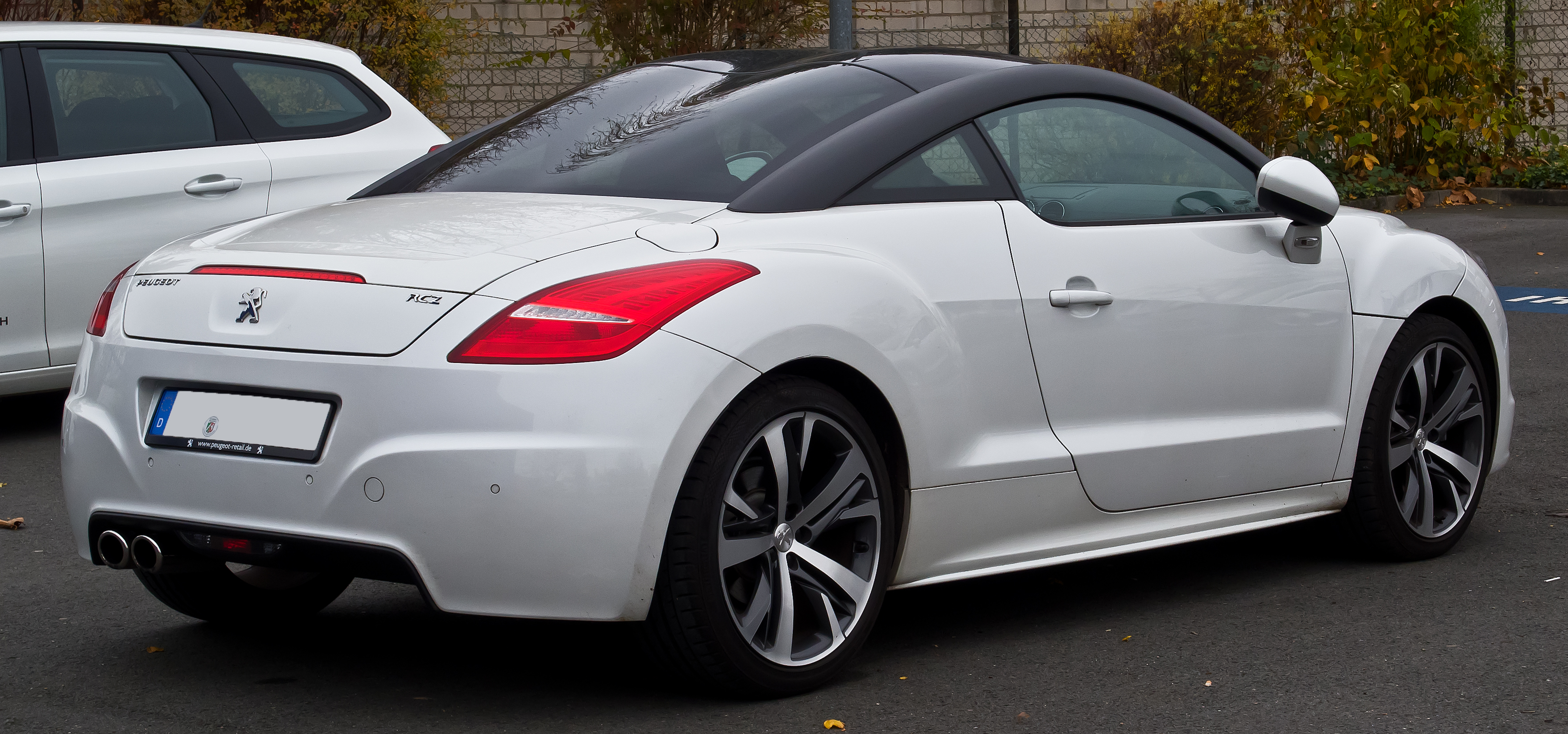
Vue arrière de la RCZ phase 2.

### Arrêt de la production
En avril 2015, lors du salon de l'automobile de Shanghai, Maxime Picat, directeur de Peugeot, annonce la fin de la production de la RCZ pour septembre : « J'adore le RCZ mais je veux que nous nous focalisions à tirer le meilleur de nos modèles depuis la 108 jusqu'au haut de gamme. La chasse aux niches est bien pour les marques premium. Pour nous, il a été une distraction. »
Cette décision entre dans le cadre de la rationalisation du catalogue prévu par le plan stratégique PSA devant réduire le nombre de modèles. Maxime Picat déclare : « Nous sommes une marque généraliste, il nous faut être les meilleurs sur des voitures à vocation mondiale plutôt que de dépenser de l'énergie sur des modèles particuliers de niche. »
La production du modèle essence THP 156 chevaux est stoppée en mai 2015 et celle du diesel HDI au début de l'été. Les modèles essence THP 200 et 270 chevaux restent en production jusqu'au 18 septembre 2015, date à laquelle la dernière Peugeot RCZ sort des chaînes. Plus de 67 900 exemplaires ont été fabriqués en six ans.

## Versions
| Logo de la RCZ. | 2007         | 2008         | 2009            | 2010            | 2011            | 2012              | 2013            | 2014            | 2015    |
| Logo de la RCZ. | Concept cars | Concept cars | Concept cars    | Phase 1         | Phase 1         | Phase 1           | Phase 2         | Phase 2         | Phase 2 |
| Peugeot RCZ     |              |              |                 |                 |                 |                   |                 |                 |         |
| 308 RC Z        |              |              |                 |                 |                 |                   |                 |                 |         |
|                 |              | RCZ HYbrid4  |                 |                 |                 |                   |                 |                 |         |
|                 |              |              | RCZ 1.6 THP 155 | RCZ 1.6 THP 155 | RCZ 1.6 THP 155 | RCZ 1.6 THP 155   | RCZ 1.6 THP 155 | RCZ 1.6 THP 155 |         |
|                 |              |              | RCZ 1.6 THP 200 | RCZ 1.6 THP 200 | RCZ 1.6 THP 200 | RCZ 1.6 THP 200   | RCZ 1.6 THP 200 | RCZ 1.6 THP 200 |         |
|                 |              |              |                 |                 |                 | RCZ R 1.6 THP 270 |                 |                 |         |
|                 |              |              | RCZ HDI FAP 165 | RCZ HDI FAP 165 | RCZ HDI FAP 165 | RCZ HDI FAP 160   | RCZ HDI FAP 160 | RCZ HDI FAP 160 |         |

Légende couleur : Essence ; Diesel

### Modèles de base et descriptions
Cinq versions de la RCZ sont proposées :
- RCZ 1.6 THP 155 ;
- RCZ 1.6 THP 200 ;
- RCZ R 1.6 THP 270 ;

- RCZ HDi FAP 160 ;
- RCZ HDi FAP 165.

La RCZ se démarque par plusieurs détails, notamment une lunette arrière à double bossage, deux arches en aluminium, des passages de roues surdimensionnés où sont logées de grandes roues affleurantes de 18 pouces (19 pouces en option), un décroché « en virgule » au niveau des portières qui permet une jonction entre un avant plongeant et un arrière musclé, ou encore un capot « coiffant » en aluminium qui englobe une partie des ailes avant et souligne la largeur du véhicule.
Pour l'intérieur, la RCZ dispose de quatre places disposées en 2+2, les deux places de secours à l'arrière ne convenant qu'à des passagers de moins de 1,60 m. Le double bossage de la lunette arrière offre suffisamment de garde au toit pour assoir des enfants. Le coffre a un volume de 321 dm3 auquel viennent s'ajouter 318 dm3 si la banquette arrière est rabattue. La RCZ possède des rangements sous le plancher. À l'avant, l'espace est relativement grand pour le conducteur et son passager. La position de conduite est assez sportive grâce à une assise basse, un volant haut et un levier de boîte de vitesse qui tombe rapidement sous la main.
En plus des nombreuses options proposées, sept packs (Confort, Cuir, Cuir Intégral, Premium, Vision, Sport  et Black) permettent aux acheteurs de bénéficier d'un véhicule personnalisé.

### Versions sportives

#### RCZ R (série)
Alors que le RCZ R Concept présenté au Mondial de l'automobile de Paris 2012 affichait 260 ch à partir du moteur EP6 THP de 1,6 L, la version de série officialisée lors du Festival de vitesse de Goodwood en juillet 2013 propose 10 ch de plus. Le moteur, à l'origine de 200 ch, a été grandement retravaillé par les ingénieurs de Peugeot ; il reçoit des pistons forgés refroidis par gicleur et des bielles spécifiques conçues par l'entreprise allemande Mahle, des coussinets de bielle traités au polymère ainsi qu'un turbocompresseur et un collecteur d'échappement inédit. Un traitement thermique spécifique avant usinage est appliqué au bloc moteur pour lui permettre d'atteindre un couple maximal de 330 N m sur une plage allant de 1 900 tr/min à 5 500 tr/min. La RCZ R reçoit un différentiel à glissement limité Torsen pour transmettre la puissance du moteur aux roues. La caisse, abaissée de 10 mm notamment grâce à des ressorts, des amortisseurs et des trains roulants revus, pèse 1 280 kg,,.
Avec ces différentes évolutions, les performances annoncées permettent un 0 à 100 km/h en 5,9 secondes, le 400 m départ arrêté en 14,2 secondes et le 1 000 m départ arrêté en 25,4 secondes. La consommation en cycle mixte est de 6,3 L/100 km et le rejet de CO2 est de 145 g/km, la voiture respectant la norme Euro 6. Sa vitesse est électroniquement bridée à 250 km/h,,.
En plus des améliorations techniques, la RCZ R est revue esthétiquement avec des arches noir mat, un aileron fixe, des jantes spécifiques bi-ton signées d'un monogramme R, des étriers de frein rouges, des projecteurs noirs, un diffuseur arrière intégrant deux sorties d'échappement et des monogrammes R sur la calandres et à l'arrière,. Proposé en quatre couleurs (Rouge Érythrée, Noir Perla Nera, Gris Sidobre et Blanc Opale), son habitacle est spécifique : sièges, pommeau de vitesses, contre-portes, volant et planche de bord sont surpiqués de rouge. Après une exposition au Salon de l'automobile de Francfort en septembre 2013, la commercialisation débuté début 2014,.
Tandis que la production des RCZ de base passe à 65 000 exemplaires fabriqués fin 2014, 2 000 version sportives sont produites, alors qu'elle a été lancée il y a moins d'un an. La RCZ R dépasse donc la production prévue de 1 000 modèles vendus par an. 3 054 RCZ R sont produites au total durant moins de trois ans. Grâce à ses 270 ch, elle devient une concurrente sérieuse de l'Audi TTS, tout en étant beaucoup moins coûteuse. Selon Peugeot, la RCZ R est la voiture la plus puissante de la marque lors de sa commercialisation,.

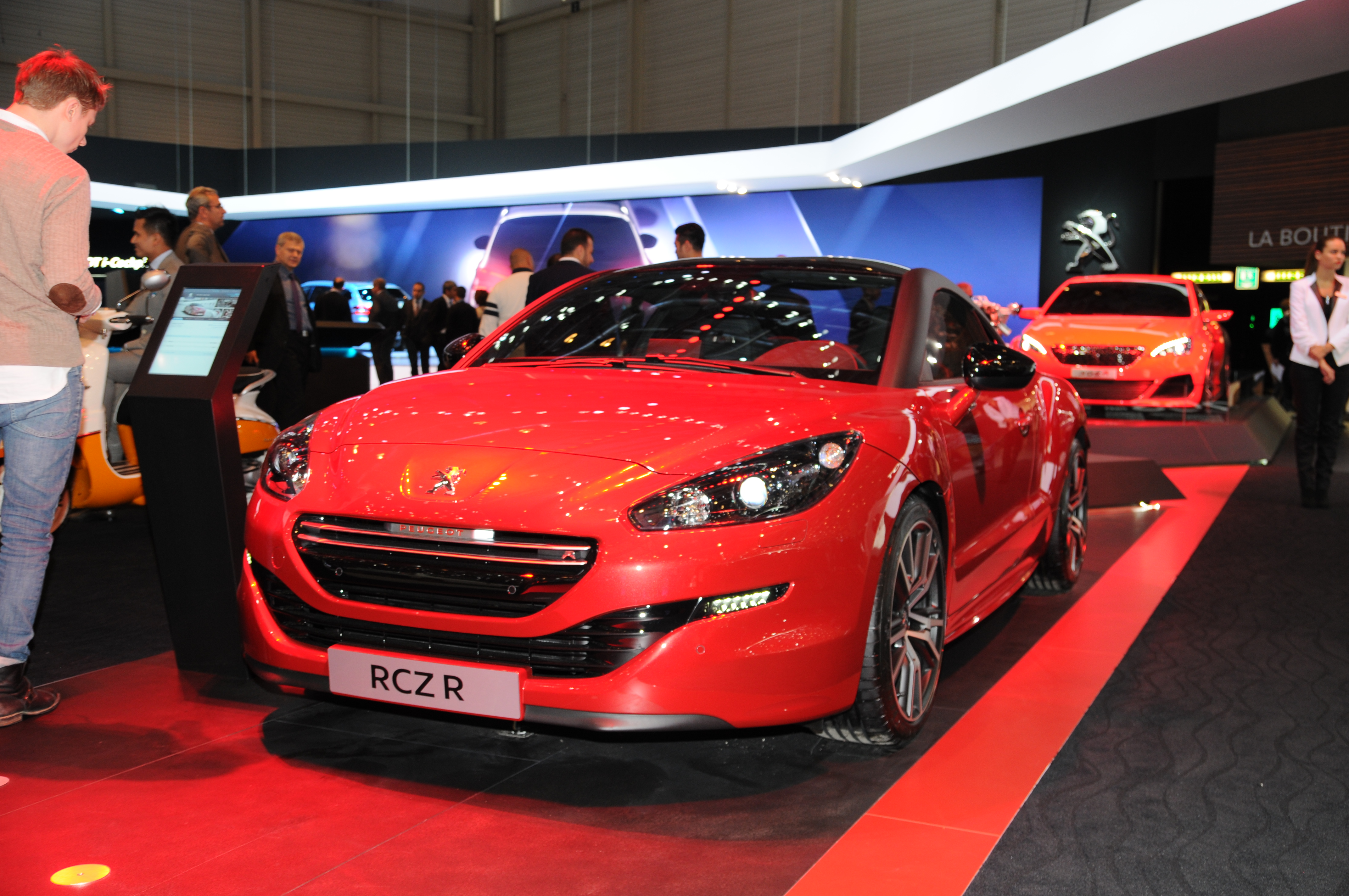
Vue avant de la RCZ R.
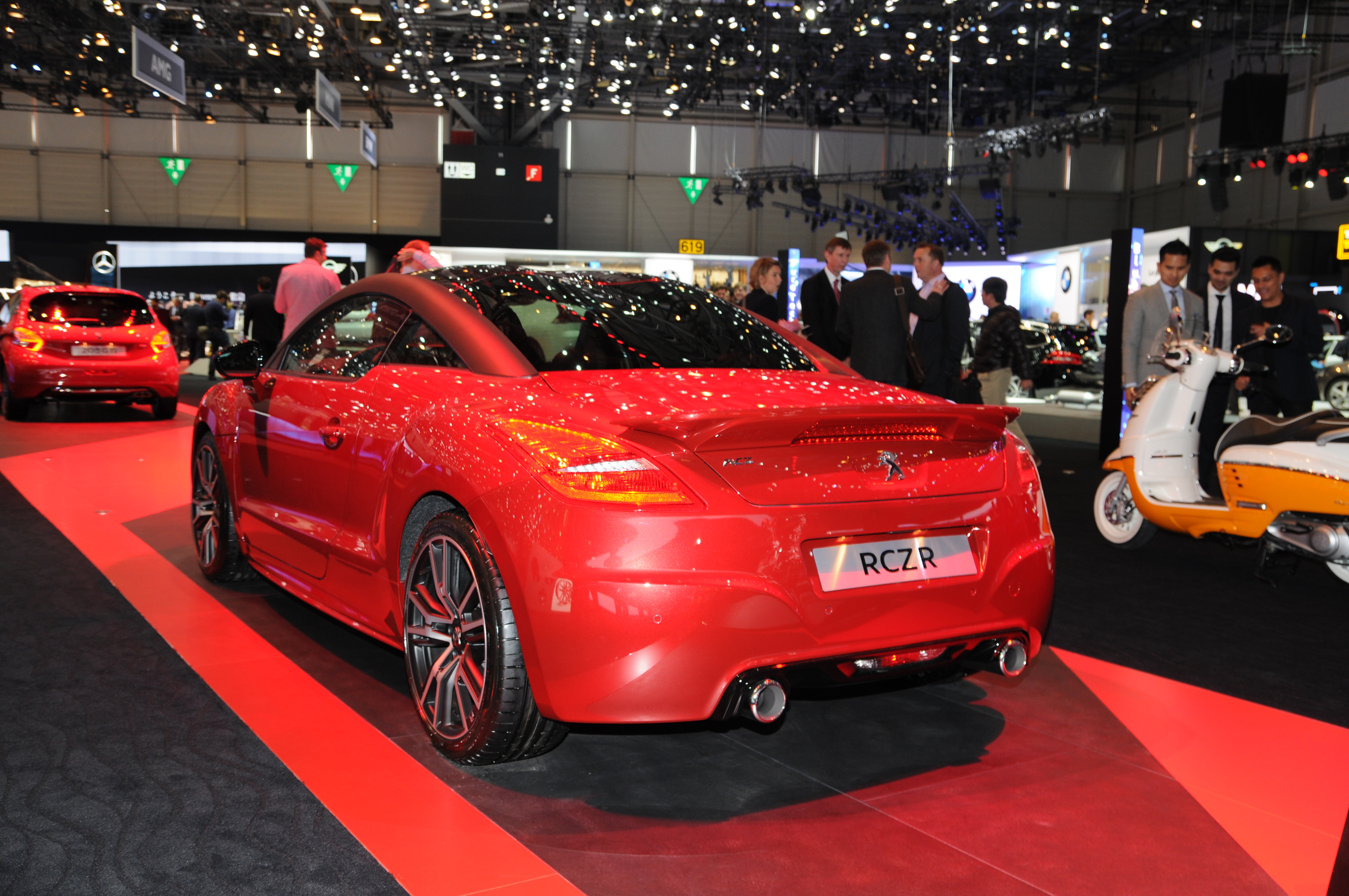
Vue arrière de la RCZ R.
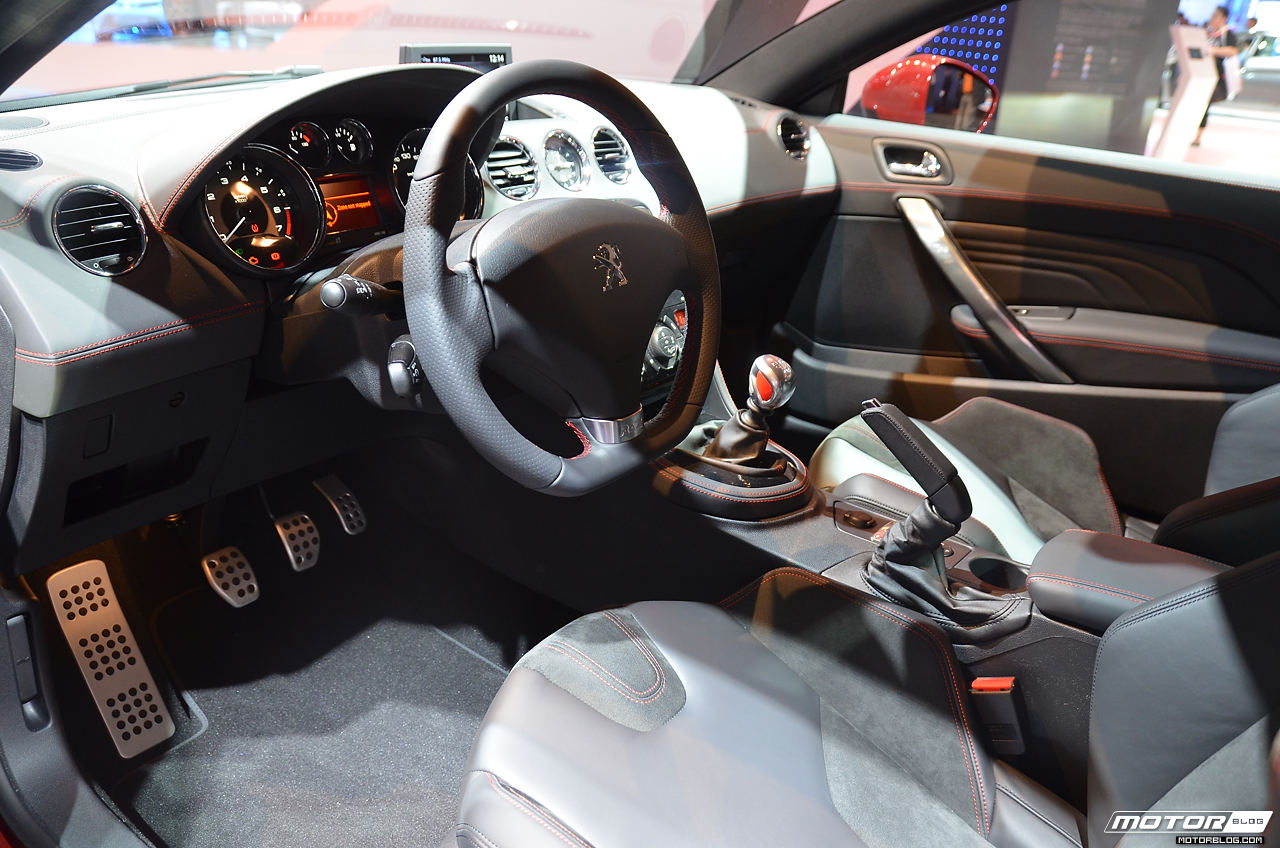
Vue intérieure de la RCZ R.

#### RCZ HDi (compétition)

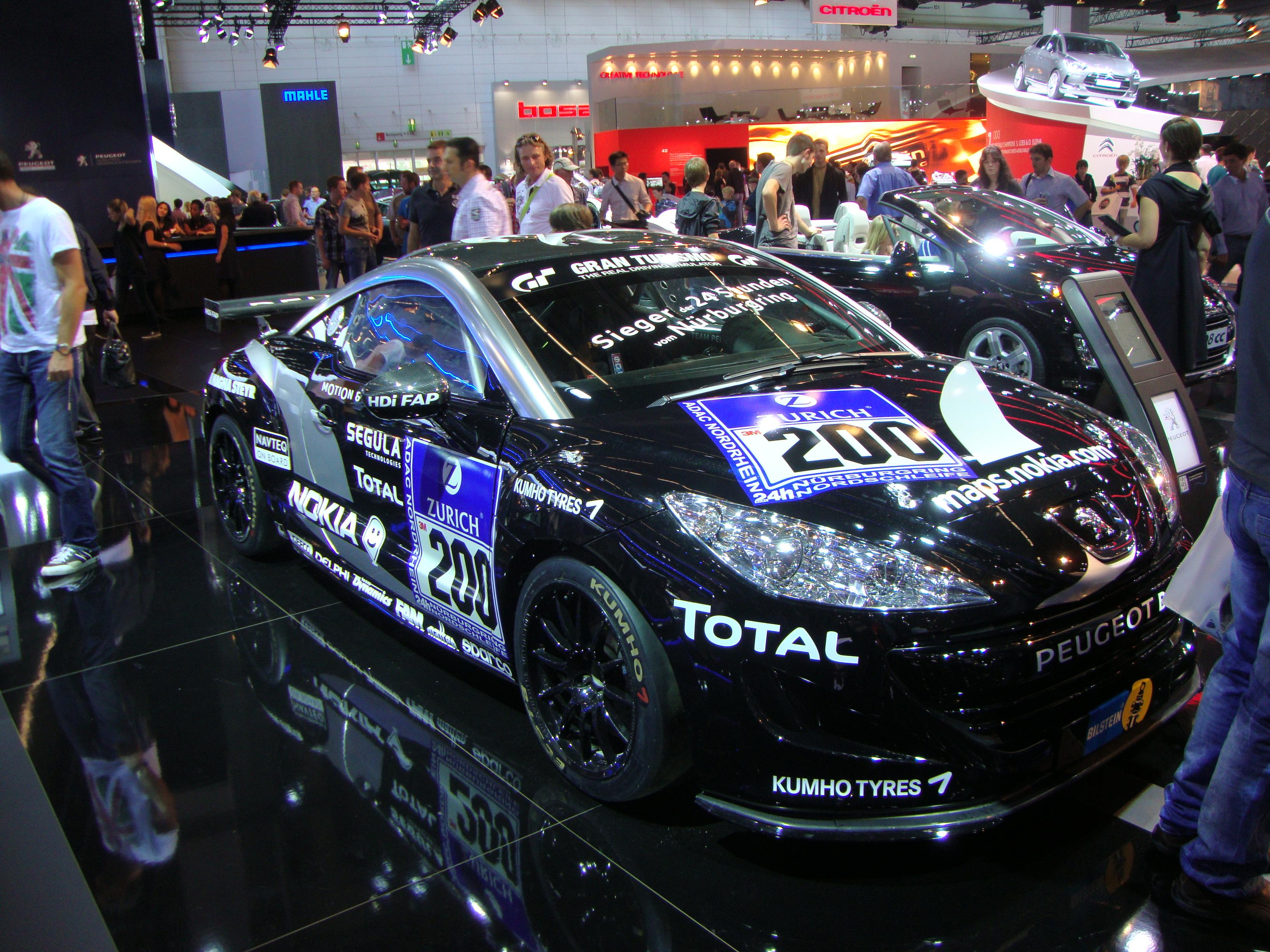
La RCZ HDI Nürburgring no 200, au Salon de l'automobile de Francfort de 2011.

En 2010, Peugeot célèbre ses 200 ans et, dans le cadre des événements liés à cet anniversaire, la marque engage deux RCZ HDi aux 24 Heures du Nürburgring, avec un équipage français (voiture no 200) et un allemand (voiture no 201),.
Pour participer à cette épreuve dans la catégorie « D1T » réservée aux véhicules Diesel dont la cylindrée se situe entre 1,7 et 2,0 l, Peugeot a modifié la puissance du moteur HDi de 163 ch. Pour cela, une injection optimisée est installée, la pression du turbocompresseur augmentée et la cartographie du moteur revue ; la puissance monte à 200 ch. D'autres pièces du catalogue Peugeot ou Peugeot Sport sont installées : les jantes proviennent de la liste des options de la RCZ de base, l'aileron arrière escamotable est remplacé par un grand spoiler en carbone, un arceau est installé et les disques de freins proviennent de la 807. Tous les habillages intérieurs, la climatisation et d'autres éléments inutiles en course sont retirés pour un gain en masse estimé à 150 kg.
Début mai 2010, Peugeot effectue des essais sur le circuit de Nevers Magny-Cours pour peaufiner les réglages. Le départ est donné le 15 mai, les RCZ no 200 et no 201 étant cinquième et sixième sur la grille de départ de la classe. Elles terminent la course première et troisième de leur catégorie. L'année suivante, les RCZ modifiées participent une seconde fois aux 24 Heures du Nürburgring. Michael Bohrer, Stéphane Caillet, Jürgen Nett et Alexandre Prémat remporte la catégorie D1T, tandis que la voiture sœur ne franchie pas la ligne d'arrivée.

#### RCZ Racing Cup (compétition)

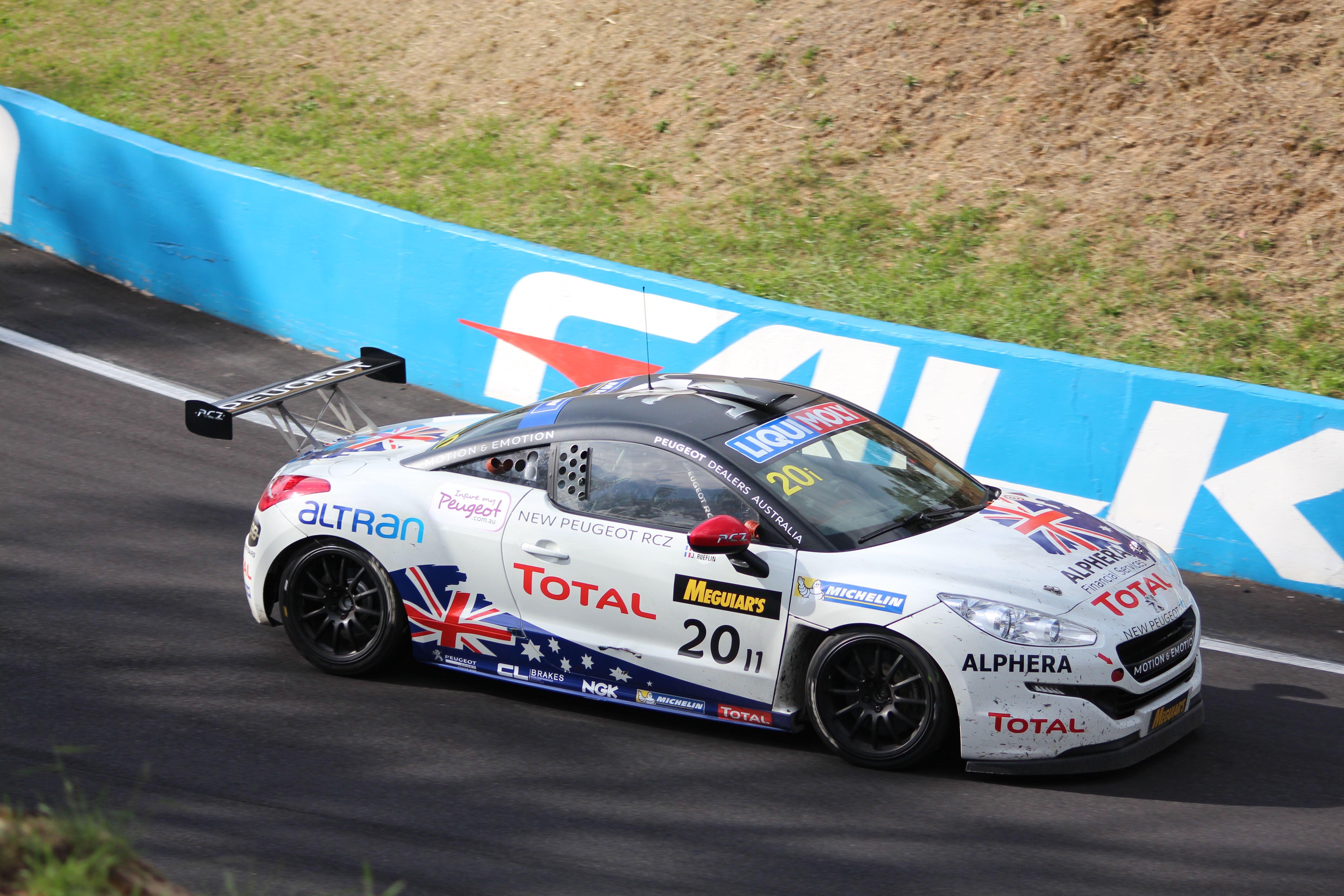
La Peugeot RCZ Racing Cup de l'équipage Jason Bright / Stéphane Caillet / Julien Rueflin aux 12 Heures de Bathurst en 2013.

En 2012, Peugeot organise une série monotype basée sur la version essence de la RCZ,. Ce championnat se poursuit jusqu'en 2016 avec la RCZ Racing Cup puis en 2017 et 2018 avec la Peugeot 308 Racing Cup.
Tout comme la RCZ Nürburgring, la Peugeot RCZ Racing Cup voit sa masse réduite de 250 kg pour atteindre 1 070 kg. L'intérieur retiré laisse place à un arceau de sécurité et un poste de pilotage spécifique. Les trains roulants reçoivent de nouveaux amortisseurs et un système de freinage AP Racing. Les roues de 18 pouces sont montées avec des pneus slicks Michelin. Le bloc moteur 1,6 l THP reçoit des pistons et des bielles modifiés. Une nouvelle cartographie électronique est développée par Magneti Marelli pour un résultat de 250 ch à 6 500 tr/min et 290 N m de couple. La boîte de vitesses séquentielle SADEV à six rapports est commandée par des palettes au volant,,,.
Après avoir engagées les RCZ HDi en catégorie D1T aux 24 Heures du Nürburgring en 2010 et 2011, l'équipe officielle Peugeot Sport dont la dénomination officielle est Team Peugeot RCZ Nokia, passe du diesel à l'essence en exploitant deux RCZ Racing Cup en catégorie SP2T pour le championat VLN et les 24 Heures du Nürburgring,.
En 2013, une Peugeot RCZ Racing Cup pilotée par Andrew Jones, Bruce Jouanny et David Wall, remporte la catégorie Invitational 1 aux 12 Heures de Bathurst et termine seizième du classement général. En 2015, une RCZ Racing Cup décorée aux couleurs de Michel Vaillant, est engagée aux 24 Heures de Barcelone, une manche du championnat 24H Series.

### Versions spécifiques

#### 308 RC Z (concept car)

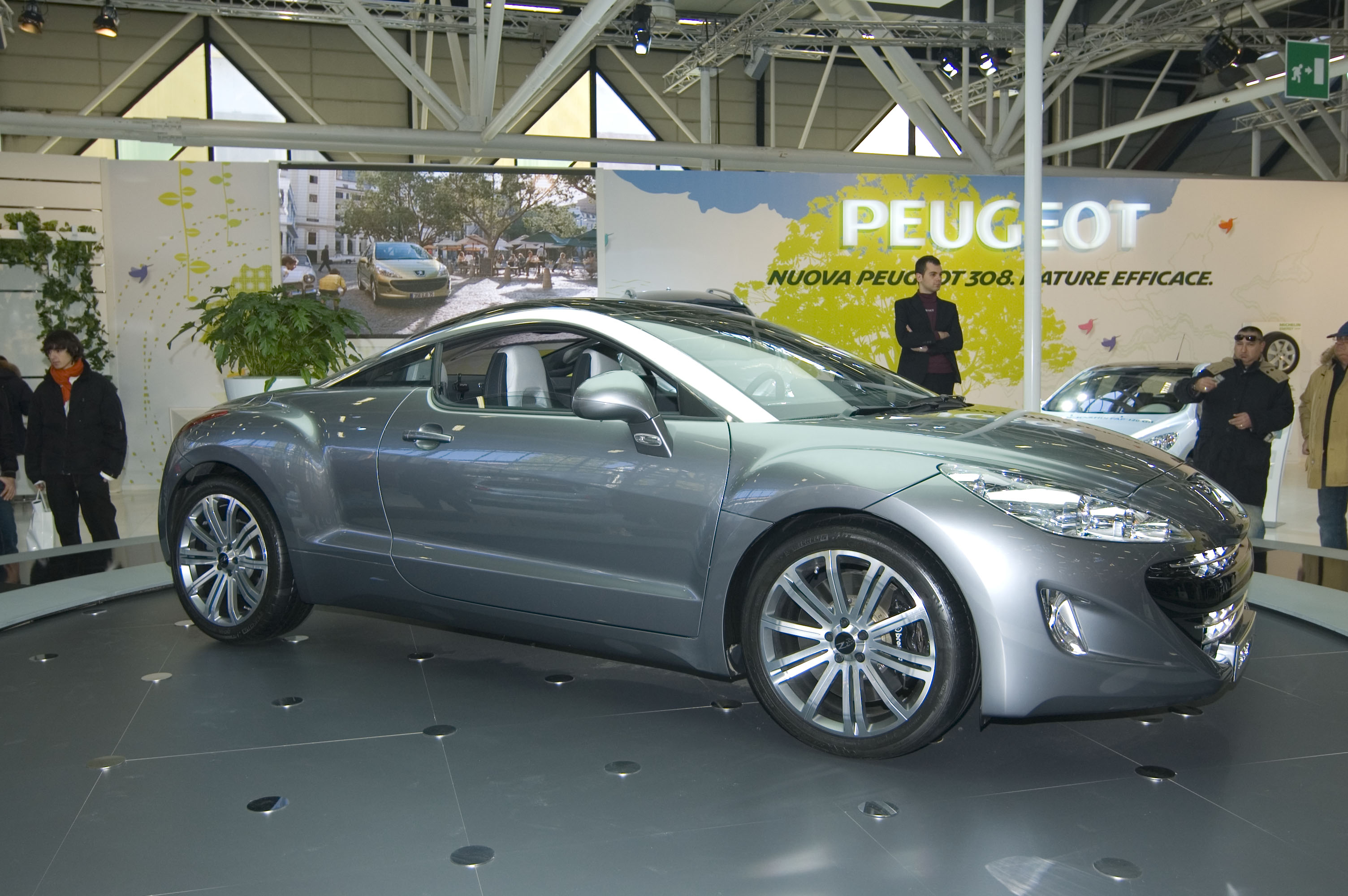
Le concept car 308 RC Z au Motor Show de Bologne en 2007.

Avant les modèles de série, la 308 RC Z, concept car dérivé de la berline compacte Peugeot 308, est présentée en avant-première en septembre 2007 au salon de l'automobile de Francfort.
Elle est équipée du moteur 1,6 THP de la 207 RC amélioré et développe une puissance de 218 ch et un couple de 280 nm. La 308 RC Z pèse 1 200 kg à vide. Grâce à son rapport poids-puissance, elle effectue le 0 à 100 km/h en moins de 7 secondes et atteint les 235 km/h en vitesse de pointe. Cette masse contenue est atteinte grâce à l'utilisation d'aluminium pour les deux arches de toit, d'une vitre arrière en polycarbonate et de nombreuses pièces de carrosserie en fibre de carbone. 
Elle mesure 4 276 mm de long, comme la berline, 1 840 mm de large (25 mm de plus que la berline) et 1 320 mm de haut. Ces proportions lui confèrent un style dynamique et une bonne tenue de route.

#### RCZ HYbrid4 (concept car)
La Peugeot RCZ HYbrid4 est la version hybride de la RCZ. Présenté sous forme de concept car au salon de l'automobile de Francfort 2009, ce modèle utilise la technologie Hybrid4 de PSA présentée sur la 3008. Ce système associe un moteur diesel 2,0 HDI de 163 ch placé à l'avant à un moteur électrique de 37 ch placé sur l'essieu arrière ce qui permet d'obtenir une transmission intégrale. L'ensemble développe, selon le constructeur, une puissance cumulée de 200 ch et un niveau de consommation et de rejet de CO2 de 2,96 l/100 km et 95 g/km. La dynamique du véhicule est avantagée par le système hybride car la suspension arrière adopte une configuration multibras rendue nécessaire par la transmission intégrale. Ce modèle n'a jamais été commercialisé,.

#### RCZ R Concept (concept car)

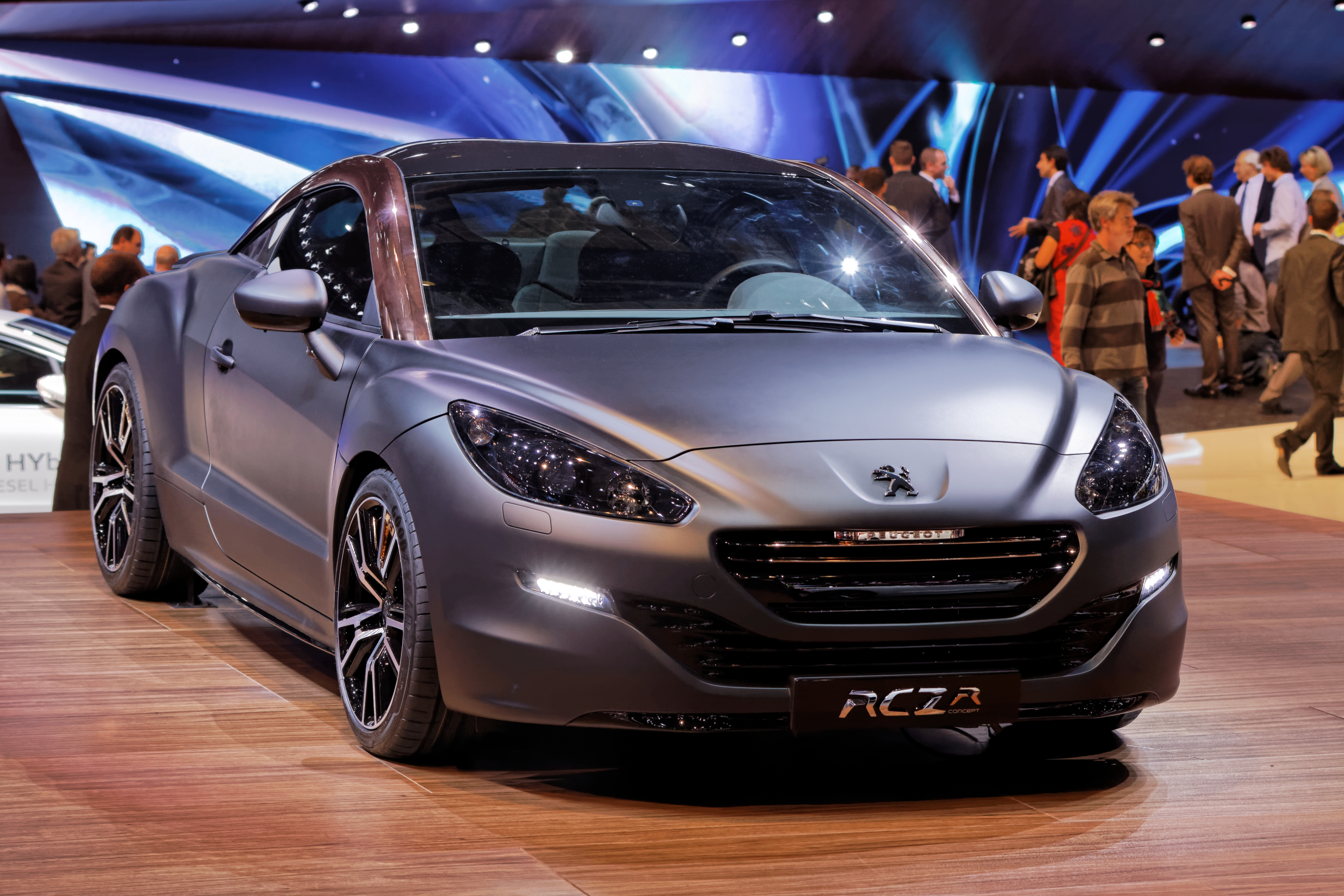
La Peugeot RCZ R Concept au mondial de l'automobile de Paris en 2012.

Au mondial de l'automobile de Paris 2012, Peugeot présente, auprès du concept car Onyx, la RCZ R Concept. Le R chez le groupe PSA est l'abréviation de Radical.
La RCZ R Concept dispose d'un moteur quatre cylindres 1,6 litre THP déjà présent dans la RCZ. Il passe désormais de 200 ch à 260 ch ; ce bloc a déjà été présenté dans le concept car Citroën DS4 Racing Concept début 2012. Le châssis est amélioré, les amortisseurs revus et un nouveau différentiel à glissement limité Torsen installé. Durant la présentation au salon, Peugeot ne dévoile pas les performances du véhicule mais seulement le niveau des émissions de CO2, qui sont limitées à 155 g/km. La R Concept inaugure la nouvelle face avant de la seconde phase de la RCZ. Elle dispose  d'un aileron arrière, d'une peinture spécifique noir mat et d'arches de couleur cuivre.

#### RCZ Magna Steyr Top View (concept car)
Lors du salon de Genève en mars 2013, l'équipementier Magna Steyr, qui fabrique les Peugeot RCZ de série, présente un concept car découvrable, la Top View. Faute d'accord avec Peugeot, ce concept ne pourra pas être mis en production. Conservant ses arches de toit, il n'est pas un véritable cabriolet. En revanche, il est équipé d'un système inédit de plusieurs panneaux de verre qui permet l'entrée d'un maximum de lumière tout en conservant le double bossage typique du pavillon. Le temps d'ouverture et de fermeture est de douze secondes. La voiture est présentée dans une livrée orange cuivrée mat. 
Magna Steyr avait déjà démontré son savoir-faire en matière de toiture automobile avec la Fiat 500 C et la Peugeot 308 CC,,.

#### RCZ R Bimota PB104 (tuning)
Le constructeur italien de motos Bimota s'attaque à la préparation d'une RCZ R et la présente en janvier 2015 à Vérone lors du Motor Bike Expo. Le nom de code de ce projet est PB104 ; P pour Peugeot, B pour Bimota, 1 pour Projet 1 et 04 pour 4 roues. C'est le premier projet de voiture de la marque italienne,.
Sa livrée rouge, blanc et vert rappelle le drapeau de l'Italie. À l'intérieur, le tableau de bord et les sièges avant sont en Alcantara noir avec des surpiqûres rouges. D'autres éléments sont garnis de rouge comme les contours des compteurs du combiné d'instruments, les bouches de ventilation, le levier de vitesse et les poignées de portes. Un écran GPS de 7 pouces et deux GoPro sont installés. Les places arrière supprimées laissent place à une malle pour deux casques,,,.
Le moteur gagne 34 ch (soit 304 ch) grâce à une reprogrammation de l'ECU, à un nouvel échappement et à l'installation d'une nouvelle soupape de décharge du turbocompresseur. Les suspensions sont abaissées de 10 mm et le freinage amélioré avec des disques de 380 mm,,,.

### Séries limitées

#### Limited Edition
Peugeot propose cette série limitée à 200 exemplaires numérotés, en référence aux 200 ans d'aventure industrielle de Peugeot. Elle est commercialisée en pré-commande en septembre 2009 durant le salon de l'automobile de Francfort, sept mois avant la version de série. Cette version haut de gamme se vend intégralement en moins de 48 heures. Le moteur est le 1.6 THP de 156 ch et elle dispose d'une boîte de vitesses manuelle à six rapports. Son prix de vente en France est de 35 500 €,.
Elle dispose de jantes en alliage 19 pouces Sortilège noir mat, de coquilles de rétroviseur en carbone, d'un toit à double bossage en carbone noir brillant, d'arches de toit en chrome fumé, d'une lunette arrière surteintée, d'une couleur spécifique blanc nacré, de phares au xénon, d'un détecteur de sous-gonflage (pack Vision), d'un aileron arrière mobile, de rétroviseurs électriques dégivrants et rabattables électriquement et d'un radar arrière. Le pack Easy Motion ajoute un radar de stationnement avant, un rétroviseur intérieur électrochrome, des capteurs de pluie et de lumière. Les étriers de freins et la grille de calandre sont noir brillant et la double sortie d'échappement chromée.
Elle dispose d'une sellerie en cuir Nappa noir, de sièges avant chauffants et réglables électriquement, d'une plaque numérotée, d'une console centrale noir nacré brillante, d'un volant gainé de cuir avec inserts chromés, d'une climatisation bizone, de vitres de portes électriques, séquentielles et anti-pincement, d'un régulateur/limiteur de vitesse, d'airbags frontaux et latéraux, de l'ensemble ABS + ASL + ESP et d'un kit anti-crevaison. L'autoradio combine le GPS Wip Com 3D à écran escamotable 7 pouces avec disque dur 30 Go et le Bluetooth,.

#### Black Yearling
Cette série spéciale est sortie uniquement en novembre 2009 pour l'Espagne à 75 exemplaires, au Portugal et en Suisse à 25 exemplaires chacun et en Italie à 100 exemplaires,.
Elle dispose du moteur essence 1.6 THP de 156 ch couplé à une boîte manuelle à six vitesses. Comme son nom l'indique, de nombreux éléments sont noirs : sa peinture Perla Nera, ses arches aluminium chromées, ses rétroviseurs, ses étriers de freins et sa calandre brillante. Elle reçoit un radar arrière, des jantes aluminium de 19 pouces Sortilège Midnight Silveren Suisse et de type Solstice noir en Espagne et au Portugal. L'aileron arrière est mobile, les rétroviseurs électriques, dégivrants et rabattables électriquement.
Les sièges sports Frisson, chauffants et réglables électriquement associés au pack cuir Nappa noir, sont en harmonie avec la teinte extérieure. Elle est munie d'un régulateur/limiteur de vitesse ainsi que du pack Easy Motion (radar avant, rétroviseur intérieur électrochrome, capteurs de pluie et de luminosité et système de navigation Wip Com 3D),.

#### Asphalt

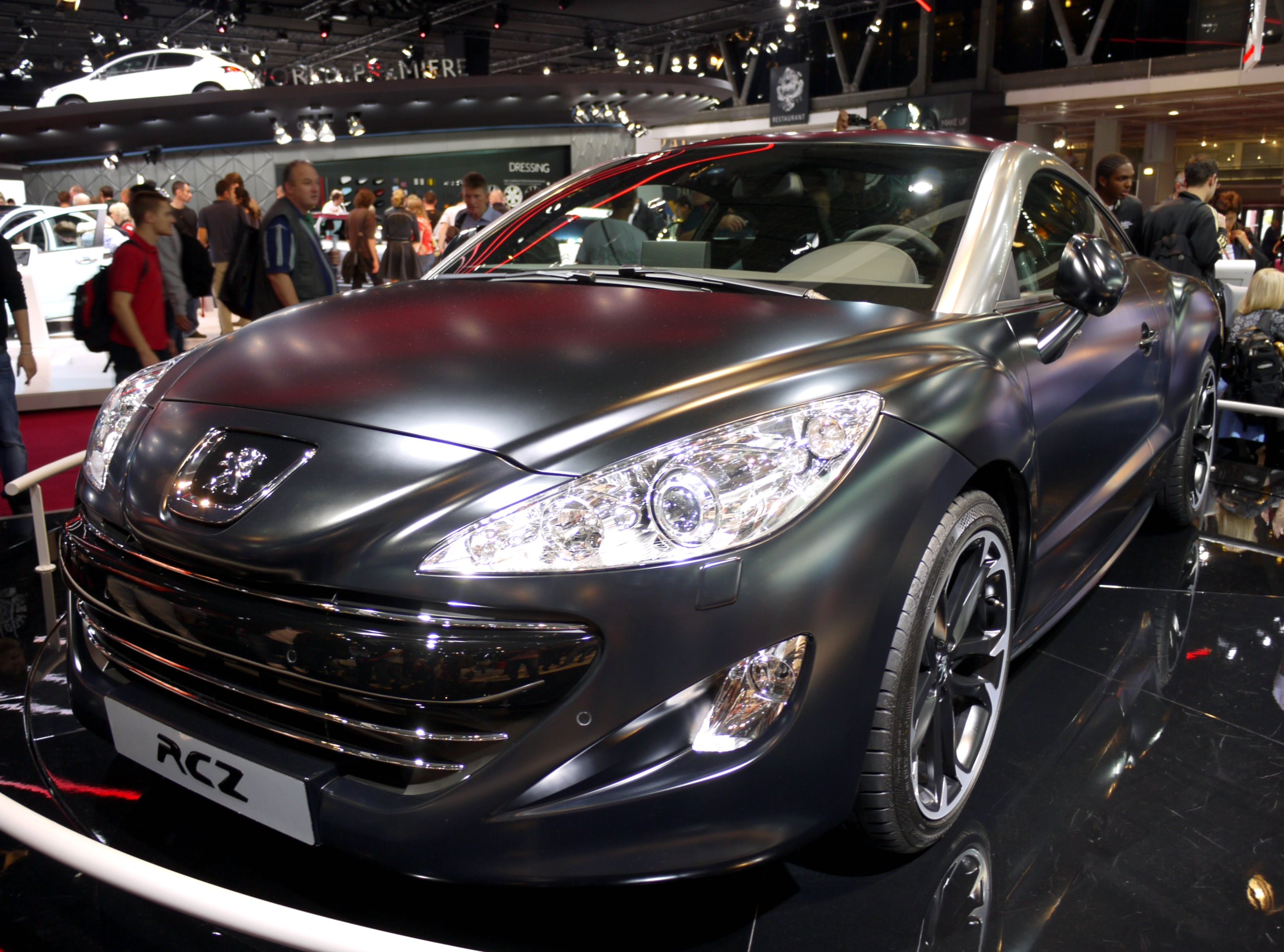
Une Peugeot RCZ Asphalt « Telluric Black ».

Présentée au mondial de l'Automobile de Paris en 2010, elle est commercialisée en juin 2011 à 500 exemplaires. Cinquante exemplaires sont destinées à la Belgique et au Luxembourg
. Elle est équipée du moteur essence THP 200 chevaux ou du diesel HDi de 160 chevaux.
Elle reçoit une peinture spécifique noir mat Telluric Black ou gris mat Telluric Grey. D'autres éléments sont noir Onyx tels les jantes Solstice en alliage de 19 pouces, le pavillon de toit et les étriers de frein. Un logo spécifique Asphalt orne les montants centraux,,,
.
En plus des équipements supplémentaires par rapport à la finition de base, elle est équipée de capteurs de pluie et de lumière, du pack Vision, du radar de stationnement avant et de rétroviseurs rabattables électriquement indexés à la marche arrière,.
Le pack cuir Premium Asphalt propose une sellerie cuir Nappa noir Mistral avec une broderie Asphalt, de sièges avant chauffants à réglage électrique et de surtapis. Le pack Sport propose un volant de petit diamètre, un pommeau de levier de vitesse court en cuir et à aspect aluminium, du système hifi JBL 240 w à six haut-parleurs, d'un GPS Wip Com 3D avec disque dur de 40 Go et Peugeot Connect & Assistance, d'un rétroviseur intérieur photosensible et d'une alarme,,.

#### Raidillon

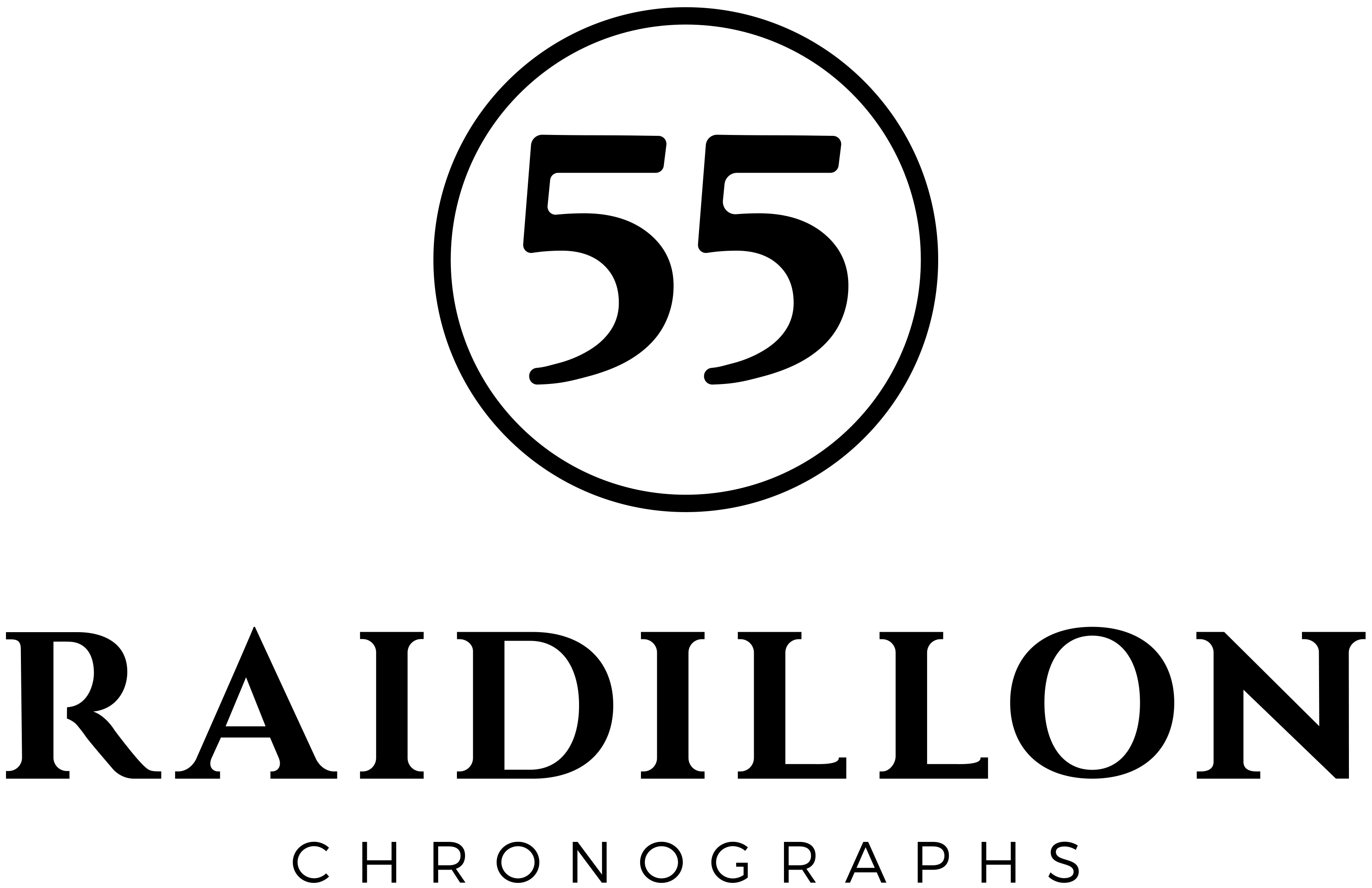
Logo de Raidillon.

Peugeot et le fabricant belge de montres de luxe Raidillon entament une collaboration en 2011. La RCZ Raidillon est lancée concomitamment à deux modèles de montres, l'une au style sportif avec un cadran noir, l'autre plus classique avec un cadran argenté et un bracelet marron.
Les 55 exemplaires assemblés ressemblent à la série limitée RCZ Brownstone, avec une peinture spécifique brun métallisé Brun Guanranja et les sièges en cuir et alcantara marrons de type Cohiba avec le lettrage Raidillon brodé sur le dossier. De plus, le chiffre 55 est inscrit sur les tapis de sol et le pommeau de vitesses en aluminium. Les montres sont aussi fabriquées en 55 exemplaires chacune.

#### Brownstone

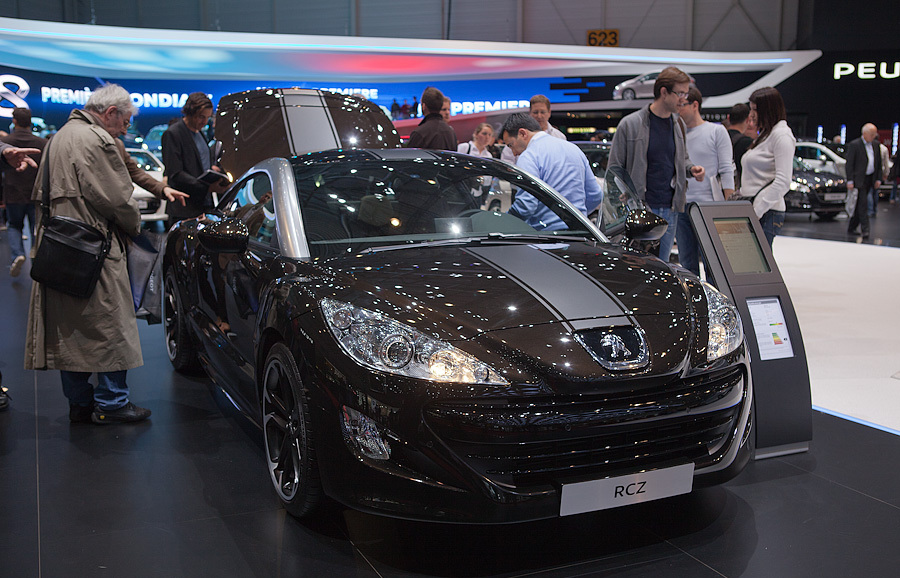
Une Peugeot RCZ Brownstone au salon de Genève de 2012.

La Peugeot RCZ Brownstone est une série limitée à 150 exemplaires proposée uniquement en avril 2012 pour le marché allemand et présentée à Genève au début de l'année 2012. Elle reçoit des équipements supplémentaires d'une valeur totale de 8 400 €, une sellerie en cuir et Alcantara marron Cohiba et une peinture spécifique unique brun métallisé Brun Guanranja. Elle est équipée du moteur essence 1,6 litre THP de 156 ch,,.
En plus de sa sellerie spécifique, elle est dotée du système Wip Com 3D, des packs Confort  ou Sport ; une installation hifi JBL à dix haut-parleurs est proposée en option,.
Elle dispose de jantes en alliage de 19 pouces Solstice noir mat ou Onyx au contour gris poli, de pneus 235/40, d'étriers de frein noirs, d'une grille de calandre noire, de bandes autocollantes sur le capot, le toit et le coffre avec la mention « My RCZ no 1 ». Le pack Vision, inclus, comprend des phares au xénon directionnels et des capteurs de détection de sous-gonflage,.

#### Onyx
Cette série limitée est proposée en juillet 2012 en motorisation essence de 156 ch ou diesel de 163 ch. Elle est disponible en quatre teintes de carrosserie : le Blanc Opale et les métallisées Gris Sidobre, Gris Haria et Perla Nera. La grille de pare-chocs et les coques de rétroviseur, noires, sont spécifiques. Les jantes en alliage 19 pouces Sortilège de couleur Midnight Silver sont chaussées en 235/40,,.
L'intérieur reçoit une sellerie spécifique Mi-cuir Nappa Mistral noir, le système Wip Com 3D et les packs Confort ou  Sport. Le pack Vision et le système hi-fi JBL sont optionnels,,.

#### Magnetic
La Magnetic est la première série limitée de la phase 2 de la RCZ. D'abord lancée au Royaume-Uni puis en France courant 2013, elle est proposée avec trois motorisations : la diesel et deux essences, de 155 et 200 ch, toutes en boite de vitesses mécanique.
Pour l'intérieur, la sellerie en cuir nappa est de série avec au choix le noir mistral ou le red flamme. Le cuir intégral reste une option. D'autres options sont disponibles telles que le pack Vision, le pack Black, le GPS Wip Com 3D, le toit carbone et la peinture métallisée.

#### Red Carbon
Présentée en mai 2014, la Red Carbon, limitée à 300 exemplaires, reçoit plusieurs équipements onéreux, deux peintures métallisées (Perla Nera ou Rouge Erythrée Sanguine), des jantes en alliage de 19 pouces  Solstice en noir mat Onyx. Les packs Vision et Black sont aussi installés,.
La sellerie en cuir Nappa Mistral comprend les sièges chauffants à réglages électriques à l'avant, es surtapis Mistral à surpiqûres rouges, des ceintures de sécurité noires à liseré central rouge spécifiques au modèle. Le pack Sport et le Wip Nav Plus sont également installés. Le système hi-fi JBL, le radar de stationnement avant, le Wip Com 3D et le toit en carbone mat sont optionnels.

#### GT Line

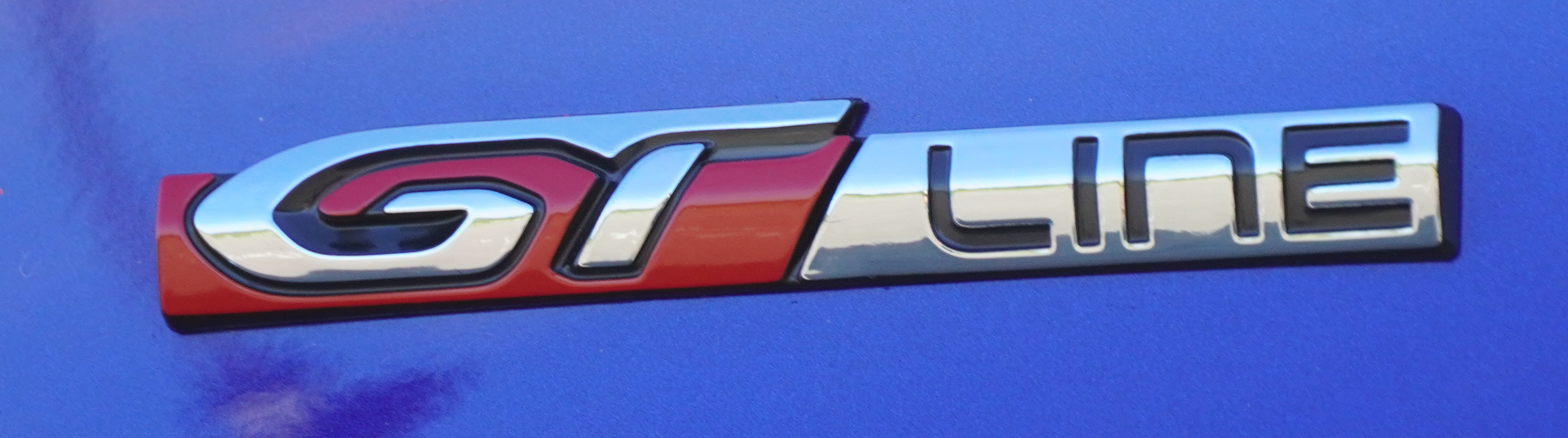
Logo GT Line de Peugeot.

GT Line est une édition limitée courante pour les modèles Peugeot depuis les années 2010. Celle de la RCZ, proposée en février 2015, est la dernière série spéciale du modèle avant sa fin de production.
Huit coloris de peinture sont proposés et les jantes Technical de 19 pouces sont disponibles en noir ou blanc en option. La calandre est ornée d'un logo GT Line et du sigle Peugeot en rouge. Le diffuseur abrite une double sortie d'échappement,.
La sellerie Wind, en cuir et alcantara, est ornée de surpiqûres rouges, de même que les surtapis, la planche de bord, les contreportes et les ceintures de sécurité. Un insert en aluminium à la jonction entre la planche de bord et l'encadrement du levier de vitesses est ajouté,.
La RCZ GT Line dispose des packs Vision ou Sport et du Wip Nav Plus. De nombreuses options sont proposées, tels le système hi-fi JBL, le radar de stationnement avant, les arches noir mat, le toit en carbone mat ou brillant ou de nombreux styles d'autocollants,.

## Caractéristiques

### Données techniques
Par rapport à la 308 CC, qui est le modèle de chez Peugeot le plus proche au niveau gamme et datant de la même période, la RCZ est 150 mm plus courte, environ 70 mm plus basse et plus légère de 340 kg. L'empattement est cependant plus long de 12 cm,.
| Image de l'ancien logo Peugeot.                                      | RCZ (tous modèles, hors concepts cars et compétitions) | 308 CC (pour comparaison) |
| -------------------------------------------------------------------- | ------------------------------------------------------ | ------------------------- |
| Longueur                                                             | 4 290 mm                                               | 4 440 mm                  |
| Largeur                                                              | 2 107 / 1 958 mm (rétroviseurs ouverts / fermés)       | 1 820 mm                  |
| Hauteur                                                              | Phase 1 : 1 362 mm Phase 2 : 1 359 mm RCZ R : 1 349 mm | 1 430 mm                  |
| Empattement                                                          | 2 612 mm                                               | 2 600 mm                  |
| Rayon de braquage (entre trottoir)                                   | 4 950 mm                                               |                           |
| Masse à vide (PV) (selon moteurs et équipements)                     | 1 275 à 1 370 kg RCZ R : 1 280 kg                      | 1 620 kg                  |
| Poids total autorisé en charge (PTAC) (selon moteurs et équipements) | 1 740 à 1 825 kg                                       |                           |
| Coffre (avec banquette arrière rabattue)                             | 321 dm3 (639 dm3)                                      | 226 dm3 (403 dm3)         |
| Capacité du réservoir                                                | 55 l                                                   | 60 l                      |

Note : Ce tableau indique les dimensions hors-tout (antennes ou autres éléments hors carrosserie non compris).

### Chaîne cinématique

#### Motorisations
Issus d'une collaboration entre le groupe PSA et BMW, les blocs essence 1,6 THP quatre cylindres en ligne, élus plusieurs fois « Moteur international de l'année », sont produits par la Française de mécanique. La suralimentation par turbocompresseur permet à ces moteurs à injection directe de 1 598 cm3 de développer respectivement 155 et 200 ch pour un couple de 240 et 275 N m à un régime très faible et sur une plage étendue. La version de 200 ch atteint sa puissance maximale à 6 800 tr/min et son couple maximal est de 275 N m de 1 700 tr/min à 4 500 tr/min.
La version la plus sportive, la RCZ R, dotée d'un bloc 1,6 THP poussé à 270 ch à 6 000 tr/min, possède un couple maximal de 330 N m dès 1 900 tr/min.
Spécialiste des motorisations Diesel, le constructeur propose un des derniers moteurs de sa gamme HDi, le bloc 2,0 HDi quatre cylindres en ligne développant 160 ch à 4 000 tr/min. Son couple est de 320 N m de 2 000 tr/min pour une consommation de 5,2 l/100 km en cycle mixte.
| Modèle et boîte                            | Construction      | Moteur                               | Cylindrée         | Puissance                            | Couple                       | 0 à 100 km/h                | Vitesse maximale                  | Consommation* et émissions de CO2 |
| ------------------------------------------ | ----------------- | ------------------------------------ | ----------------- | ------------------------------------ | ---------------------------- | --------------------------- | --------------------------------- | --------------------------------- |
| RCZ 1.6 THP 155 (boîte auto. 6 ou méca. 6) | 03/2010 - 12/2015 | 4 cylindres en ligne PSA EP EP6 CDT  | 1 598 cm3 (1,6 L) | 115 kW (156 ch) à 6 000 tr/min       | 240 N m à 1 400 tr/min       | Méca. : 8,0 s Auto. : 8,4 s | Méca. : 217 km/h Auto. : 213 km/h | 6,4 à 7,3 L/100 km 149 à 168 g/km |
| RCZ 1,6 THP 200 (boîte méca. 6)            | 06/2010 - 12/2015 | 4 cylindres en ligne PSA EP EP6 CDTX | 1 598 cm3 (1,6 L) | 147 kW (200 ch) à 5 800-6 800 tr/min | 275 N m à 1 700-4 500 tr/min | 7,5 s                       | 237 km/h                          | 6,7 L/100 km 155 g/km             |
| RCZ R 1,6 THP 270 (boîte méca. 6)          | 06/2013 - 12/2015 | 4 cylindres en ligne PSA EP EP6 CDTR | 1 598 cm3 (1,6 L) | 199 kW (270 ch) à 6 000 tr/min       | 330 N m à 1 900-5 500 tr/min | 5,9 s                       | 250 km/h (limitée)                | 6,3 L/100 km 145 g/km             |

| Modèle et boîte                                 | Construction                | Moteur                                 | Cylindrée         | Puissance                      | Couple                                                      | 0 à 100 km/h              | Vitesse maximale                | Consommation* et émissions de CO2 |
| ----------------------------------------------- | --------------------------- | -------------------------------------- | ----------------- | ------------------------------ | ----------------------------------------------------------- | ------------------------- | ------------------------------- | --------------------------------- |
| RCZ HDi FAP 165 RCZ HDi FAP 160 (boîte méca. 6) | 03/2010 - 02/2012 - 12/2015 | 4 cylindres en ligne PSA DW DW10 DTED4 | 1 997 cm3 (2,0 L) | 120 kW (163 ch) à 3 750 tr/min | 2010 : 320 N m à 2 000 tr/min 2012 : 340 N m à 2 000 tr/min | 2010 : 8,7 s 2012 : 8,2 s | 2010 : 220 km/h 2012 : 225 km/h | 5,2 L/100 km 135 g/km             |

* : Consommation en cycle mixte (L/100 km).

#### Boîte de vitesses
La RCZ dispose d'une boîte de vitesses manuelle à six rapports sur tous les modèles. Une boîte de vitesses automatique à six rapports est disponible en option sur la motorisation essence THP 155.

### Mécanique
Le système de freinage est hydraulique avec des disques ventilés de 340 mm à l'avant et à des disques pleins de 290 mm à l'arrière.
La direction est électrohydraulique : un système hydraulique à assistance électrique fournie par un moteur à courant continu avec contrôle électronique de la vitesse. La partie hydraulique est constituée d'une pompe reliée à la colonne de direction à crémaillère et pignon.
Les pneumatiques d'origine pour les motorisations essence THP 155, THP 200 et diesel sont en monte 235/45 R18. La version R est chaussée en 235/40 R19, montables en option sur toutes les motorisations.

### Châssis et carrosserie

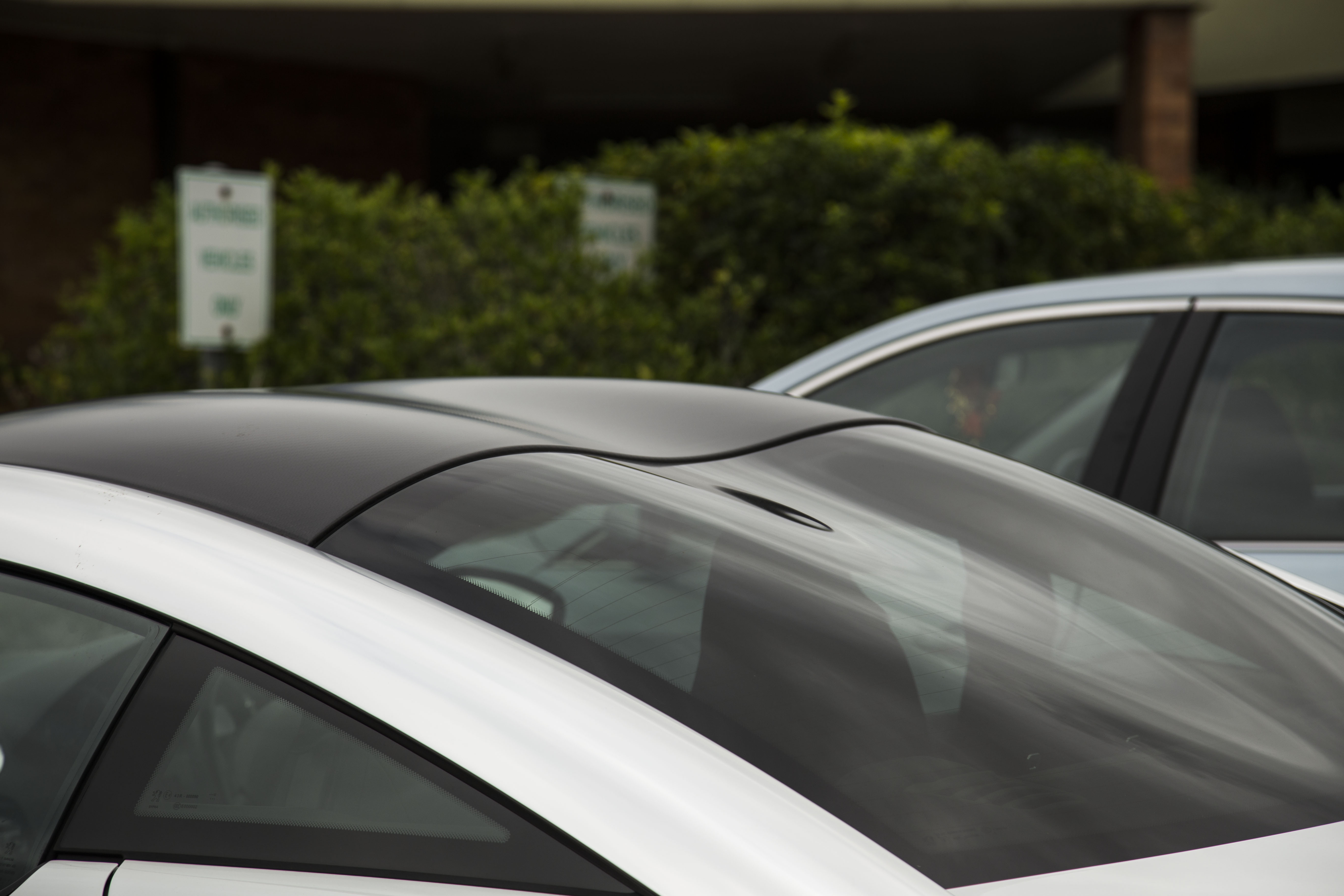
Double bossage de la vitre arrière de la RCZ.

Le coupé RCZ repose sur la plateforme de la 308 dont les voies avant et arrière sont élargies (+54 mm et +72 mm) et le centre de gravité abaissé. Le système de suspension McPherson triangulé à l'avant et l'essieu à traverse déformable à l'arrière augmentent la rigidité du châssis et améliorent la tenue de route obtenue. L'empattement est de 2 612 mm et la liaison au sol est effectuée par des pneumatiques montés sur des jantes de 18 ou de 19 pouces.
Son coefficient de traînée Cx est de 0,32 et son sCx est de 0,67.
La RCZ a reçu plusieurs teintes de peintures métallisées, nacrées ou classiques (hors séries limitées), :

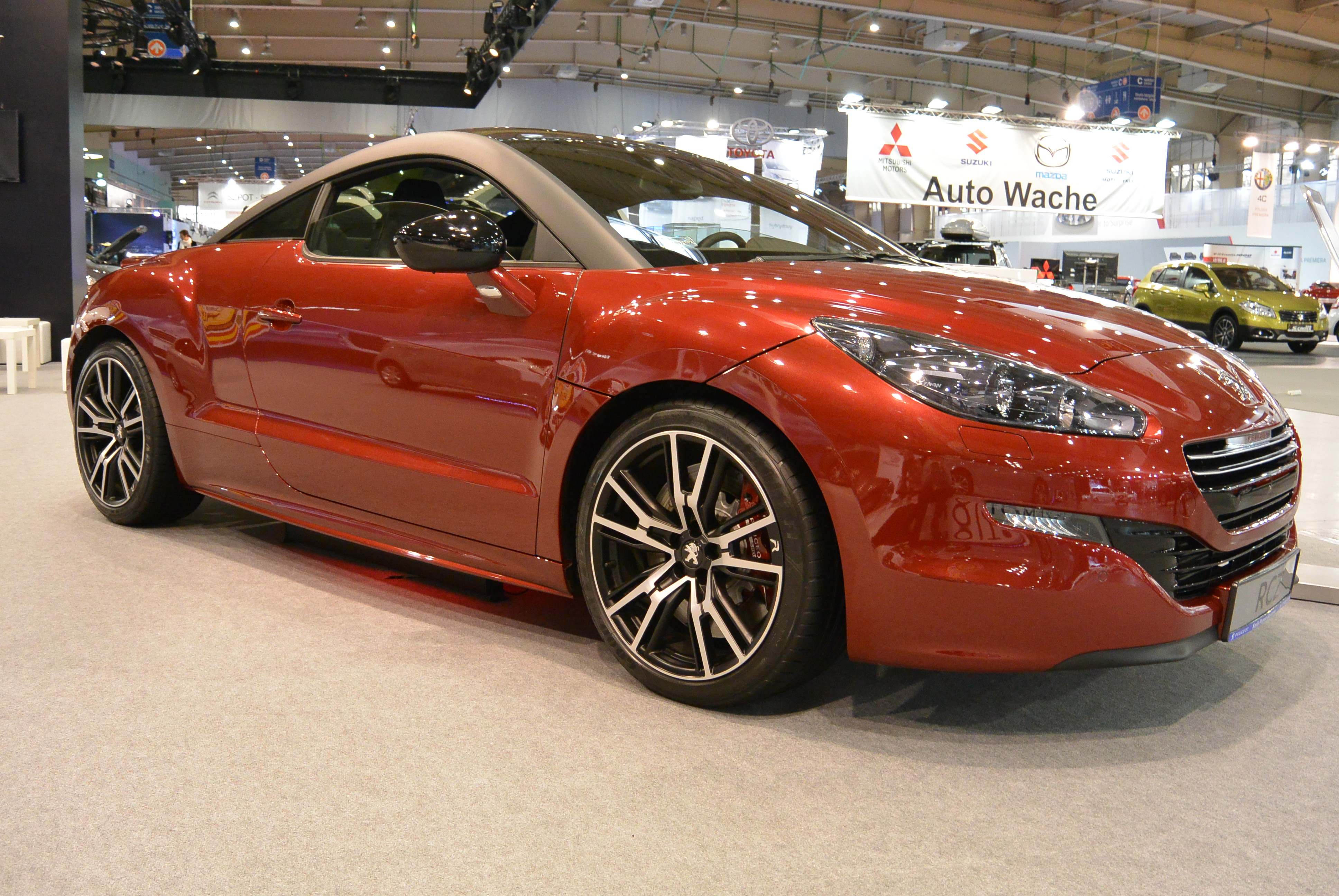
Une RCZ phase 2 de couleur Orange-Rouge Tourmaline.

- Peinture nacrée : Blanc nacré : KWE.
- Peinture classique : Blanc Opale : KWF (P0N8)
- Peintures métallisées : 
  - Noir Perla Nera : KTV (M09V)
  - Bleu Tuanake : KDL (M0N6)
  - Gris Haria : KUA (M0F6)
  - Gris Sidobre : EZA (M0ZA)
  - Orange-Rouge Tourmaline : KHK
  - Gris Shark : KTP
  - Brun Guaranja : KDM (M0K2)
  - Rouge Erythree Sanguine : KJC

### Intérieur, options et accessoires

#### Les packs d'équipements

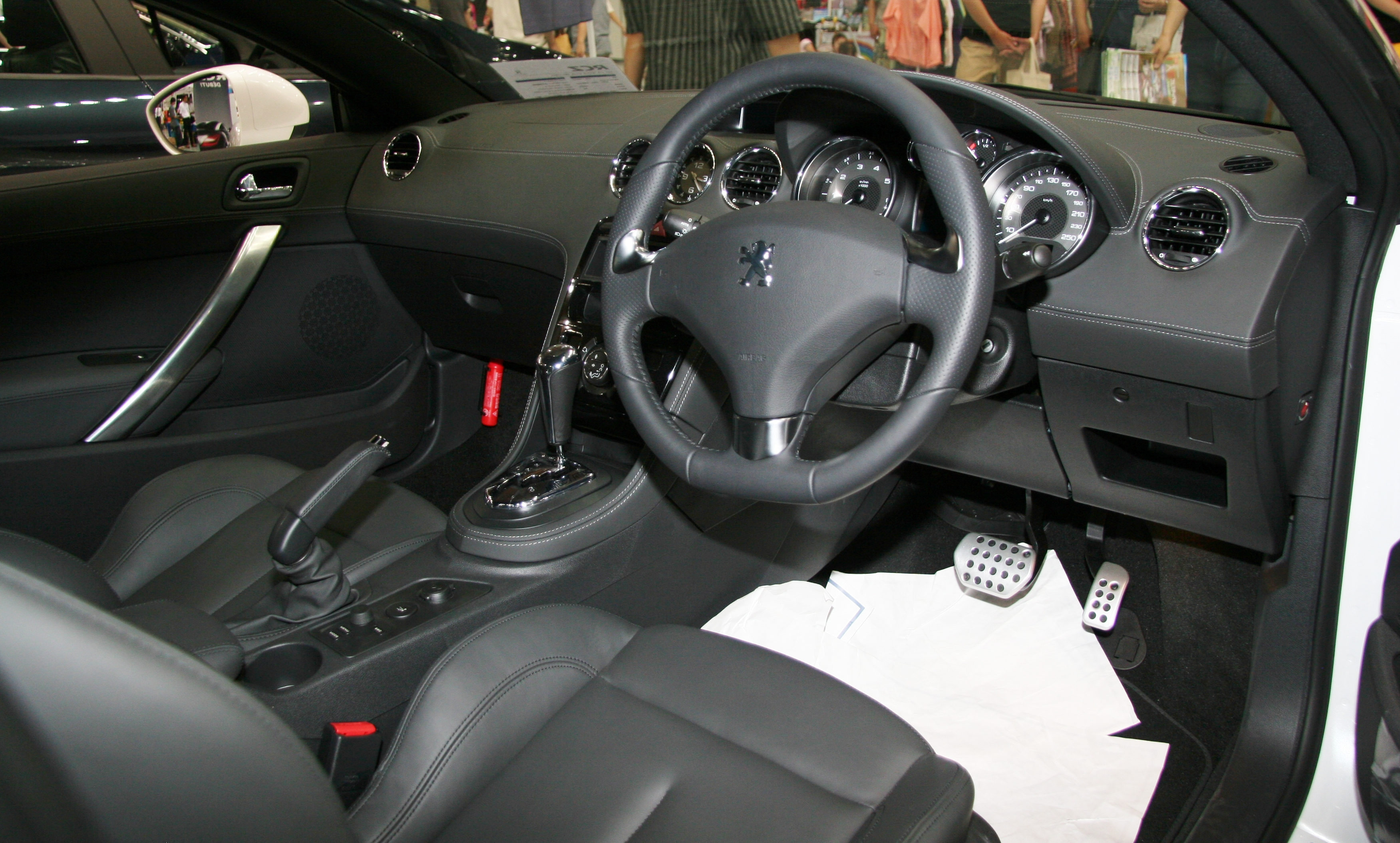
Tableau de bord de la Peugeot RCZ en conduite à droite.

La RCZ est disponible en plusieurs packs allant d'une valeur de 500 à 3 700 € : Confort, Cuir, Cuir Intégral, Premium, Vision et Sport.
Le pack Easy Motion propose un radar de stationnement avant, un rétroviseur intérieur électrochrome et des capteurs de pluie et de luminosité. 
Le pack Vision ajoute les phares au xénon directionnels et le détecteur de sous-gonflage,,,. 
Le pack Confort intègre un rétroviseur intérieur photosensible, les capteurs de pluie et de luminosité, le radar avant, les rétroviseurs électriques extérieurs dégivrants, rabattables électriquement et indexés à la marche arrière ainsi qu'un éclairage d'accompagnement,. 
Pour le pack Sport est doté d'un volant de petit diamètre gainé de cuir pleine fleur et un levier de vitesses court,,,,.
Lors de la sortie de la phase 2 en septembre 2012, la RCZ reçoit un nouveau pack d'équipements nommé Black ; les arches mates et d'autres éléments de la voitures (barrettes de calandre, les étriers de freins et rétroviseurs extérieurs) sont noirs,.

#### Les options
Les versions de base (sans les packs d'équipements ni les séries limitées) disposent de plusieurs options,,,,,,.
Ainsi, le radar arrière, l'aileron arrière escamotable, les doubles canules d'échappement chromées, la lunette arrière surteintée, les rétroviseurs électriques, dégivrants et rabattables électriquement sont disponibles. Plusieurs teintes de peinture, cinq modèles de jantes en aluminium de 19 pouces et ainsi que trois modèles d'arches sont proposés,,,,,,.
La climatisation régulée bi-zone, les vitres électriques à impulsion, les limiteur et régulateur de vitesses, les sièges sports, la console centrale noire nacrée brillant avec décors chrome brossé, l'accoudoir central avant réglable, les pédalier, repose pied et seuils de portes en aluminium sont proposées. L'habitacle peut recevoir un garnissage en maille Marston, en cuir ou en cuir intégral Nappa disponible en trois coloris ; la planche de bord est alors intégralement tendue de cuir,,,,,,.
Le système de navigation GPS Wip Com 3D possède un écran escamotable de 7 pouces, un disque dur de 30 Go, le Bluetooth et une prise USB. Le système hi-fi JBL à six haut-parleurs a une puissance de 240 watts,,,,,,.

## Sécurité
La RCZ est un des rares véhicules à ne pas avoir été testé par l'Euro NCAP.
La Peugeot 308, conçue sur la même plateforme, a subi un crash test en 2009 par Euro NCAP, et reçu une note de cinq étoiles sur cinq (82 % pour la protection des passagers, 81 % pour la protection des enfants, 53 % pour la protection des piétons et 83 % pour la présence des dispositifs d'aide à la conduite),.
La RCZ dispose d'une structure optimisée avec un capot actif à déclenchement pyrotechnique. Elle est équipée de série de plusieurs éléments de sécurité tels que le correcteur électronique de trajectoire avec le contrôle dynamique de stabilité (ESP et CDS), le répartiteur électronique de freinage et l'assistance au freinage d'urgence. Elle est équipée de deux airbags frontaux adaptatifs et de deux airbags latéraux (thorax et bassin). Elle dispose du contrôle de traction intelligent et de l'aide au démarrage en côte. 
Courant 2010, sont proposés gratuitement et sans limite de durée, le boîtier de communication localisé Peugeot Connect Assistance et l'appel d'urgence Peugeot Connect SOS qui peut être activé manuellement ou automatiquement avec le déclenchement des éléments pyrotechniques. Il localise le véhicule et appelle les secours.
La RCZ est équipée du système Isofix installé de série dans tous les modèles de la gamme. Celui-ci est installé sur le siège avant passager car l'installation d'un siège enfant à l'arrière est impossible.

## Production, commercialisation et export
Le concept car 308 RC Z est présenté en septembre 2007 et la production en série commence durant l'année 2009 pour une commercialisation en avant première le 16 novembre 2009,. La production est effectuée uniquement dans l'usine du sous-traitant autrichien Magna Steyr à Graz,.
En juin 2011, Peugeot annonce la fabrication de son 30 000e exemplaires et sa commercialisation dans près de 80 pays. C'est en Europe qu'elle se vend le mieux, avec 7 337 modèles écoulés en France, 4 070 en Grande-Bretagne et 3 614 en Allemagne ; elle devance sa principale rivale, l'Audi TT, si l'on exclut les ventes de sa version cabriolet,.
Malgré des résultats en baisse du groupe PSA (5 milliards d'euros de pertes en 2012), Peugeot produit, le 14 février 2013, la 50 000e unité de son coupé. Quelques mois après, 63 000 exemplaires sont fabriqués, dont 2 000 versions sportives alors que cette dernière a été lancée il y a moins d'un an. La RCZ R double donc les objectifs de vente de 1 000 modèles par an.
Lorsqu'après quasiment six ans de production, la dernière Peugeot RCZ sort des chaînes le 18 septembre 2015, 67 915 exemplaires de série ont été fabriqués, dont 3 054 RCZ R,. En Europe, la RCZ s'est vendue à 50 753 exemplaires. Si 88 unités ont été commercialisées en 2009, les ventes atteignent 11 587 exemplaires en 2010 et culminent en 2011 où 15 343 modèles sont écoulés. Les années 2012, 2013 et 2014 connaissent une baisse (9 585, 7 440 et 5 796 modèles vendus). En 2015, seulement 419 exemplaires sont vendus puis 485 en 2016 et seulement 10 en 2017. 
En Allemagne, la courbe des ventes suit la même dynamique avec 1 793 exemplaires vendus en 2010, 2 372 en 2011 , 1 764 en 2012, 1 204 en 2013, 1 115 en 2014 et 744 modèles en 2015. Aucune vente n'a eu lieu en 2016 et 2017 en Allemagne.
- Allemagne
- Autre pays d'Europe

## Récompenses commerciales
En 2009, la Peugeot RCZ est élue « plus belle voiture de l'année » par le jury du Festival automobile international.
En 2010, lors de ses Top Gear Awards, l'émission automobile britannique Top Gear lui décerne le titre de « Coupé de l'année ». 
Le magazine britannique Auto Express la récompense trois fois de suite tandis que ses lecteurs lui décernent le titre de « Special Design Award »,,. 
L'institut allemand de design Design Zentrum Nordrhein Westfalen d'Essen la désigne « Red Dot Design Award » pour son design spécifique.
La même année, le modèle suscite l'intérêt en Chine où il remporte trois prix majeurs trois mois seulement après son lancement dans le pays. Le site internet Sohu.com qui figure dans le top 10 des fréquentations de sites internet chinois et dans le top 50 des sites internet internationaux, lui attribue le prix de la voiture importée « la plus cool de l'année ». Le quotidien Southern Metropolis Daily de la ville et de la région de Canton lui décerne le « prix de la voiture de sport importée de l'année ». Enfin, l'édition chinoise du magazine Top Gear lui attribue le prix de la « meilleure voiture de sport de l'année ».
En 2011, la RCZ est élue « Voiture Gay de l'Année », par Ledorga, site des gays, amateurs et collectionneurs de voitures anciennes ou d'exception.
En 2012, lors d'une cérémonie à Dubaï au Moyen-Orient, la RCZ est élue « Coupé de l'Année » par un jury de journalistes spécialisés dans l'automobile venant, entre autres, d'Arabie saoudite, du Koweït, d'Oman, du Qatar, du Bahreïn et du Liban et de Syrie.

## Dans la culture populaire

### Films et séries télévisées
La Peugeot RCZ apparaît dans plusieurs films et séries comme dans 3 Days to Kill de Luc Besson (2014), dans Diversion (2015) ou dans le film polonais Och Karol 2 sorti en 2011. 
Elle est également présente dans l'épisode 5 de la série télévisée japonaise My Family produite en 2022.

### Publicité
Le 1er avril 2012, Peugeot Royaume-Uni diffuse un spot publicitaire dans lequel une RCZ change de couleur en fonction des émotions du conducteur (noir pour la tristesse, jaune pour le bonheur, vert quand le conducteur détendu, bleu quand il est concentré et rouge quand il est en colère). La présentatrice explique que des capteurs intégrés au volant permettent de détecter l'humeur du conducteur en mesurant sa température corporelle et la fréquence cardiaque. Ce poisson d'avril dévoile les diverses teintes de peinture des modèles Peugeot,,.

### Jeux vidéos
La RCZ phase 1 est jouable dans plusieurs jeux vidéo de course tels que Forza Motorsport 4, Gran Turismo 6, Asphalt 7: Heat ou Race Towns. Elle est disponible en téléchargement dans Forza Motorsport 3.
La phase 2 est plus présente dans les jeux vidéos, notamment sa version sportive R. La RCZ est présente dans Gran Turismo Sport et Gran Turismo 7 tandis que la version sportive est jouable dans Asphalt 8: Airborne, Top Drives et Racing Rivals.
Enfin, les versions pistes sont disponibles dans Gran Turismo 7 en trois versions, tout comme dans Gran Turismo Sport qui propose un modèle sport-prototype totalement virtuel.